# Histoire de la Lituanie

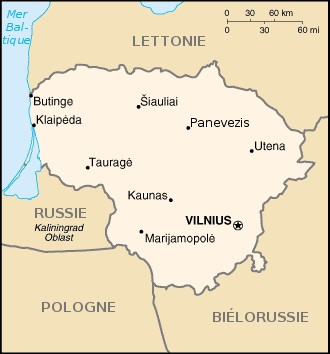
Lituanie 2024

La Lituanie de Mindaugas à nos jours.

L'histoire de la Lituanie commence véritablement avec l'unification des tribus lituaniennes de religion balte par Mindaugas, au milieu du XIIIe siècle, en vue de lutter contre les chevaliers teutoniques et les chevaliers porte-glaive venus les christianiser par la force. À partir du règne de Vytenis, qui débute vers 1290, et jusqu'au début du XVe siècle, le grand-duché de Lituanie profite de la dislocation de la Rus' de Kiev et de l'affaiblissement de la Horde d'or tatare pour réunir sous son sceptre les petites principautés slaves du bassin du Dniepr, s'étendant jusqu'au Dniestr et à la mer Noire, atteinte en 1412. Pendant ce temps la foi balte recule au profit du catholicisme (dans l'actuelle Lituanie) ou de l'orthodoxie (dans l'actuelle Biélorussie, où le slave oriental prend le pas sur les langues baltes).
En 1386, le grand-duc de Lituanie, Ladislas II Jagellon, épouse la princesse de Pologne, Hedwige, et se convertit au catholicisme. Ce mariage crée l'union de Pologne-Lituanie qui aboutira en 1569 à la création de la république des Deux Nations. Cette union conduit à une forte acculturation de l'élite politique qui adhère à la culture et à la langue polonaises. Le grand-duché de Lituanie perd alors peu à peu son autonomie dans la fédération, jusqu'à être complètement intégré à la Pologne par la Constitution polonaise du 3 mai 1791. Durant cette longue période, il accueille un tel nombre de réfugiés juifs chassés tour-à-tour des royaumes catholiques d'Europe occidentale ou centrale, qu'au XVIIIe siècle la Pologne-Lituanie abrite la plupart des juifs d'Europe.
Après les trois partages de la Pologne à la fin du XVIIIe siècle, le pays cesse d'exister politiquement en 1795. Le territoire de l'ancien grand-duché de Lituanie est alors intégré à l'Empire russe. Le 16 février 1918, la Lituanie dans un territoire un peu plus petit que l'actuel, retrouve son indépendance grâce à la défaite russe face à l'Allemagne. La nouvelle république disparaît en juin 1940 du fait du pacte Hitler-Staline. Après une période d'occupation par l'Allemagne nazie pendant la Seconde Guerre mondiale (1941-1944), qui voit exterminer la plupart des Juifs lituaniens et biélorusses, la Lituanie est à nouveau annexée par l'Union soviétique de 1945 à 1990. Elle proclame son indépendance dans son territoire actuel le 11 mars 1990 à la faveur de la dislocation de l'URSS, officialisée le 26 décembre 1991.

## Protohistoire

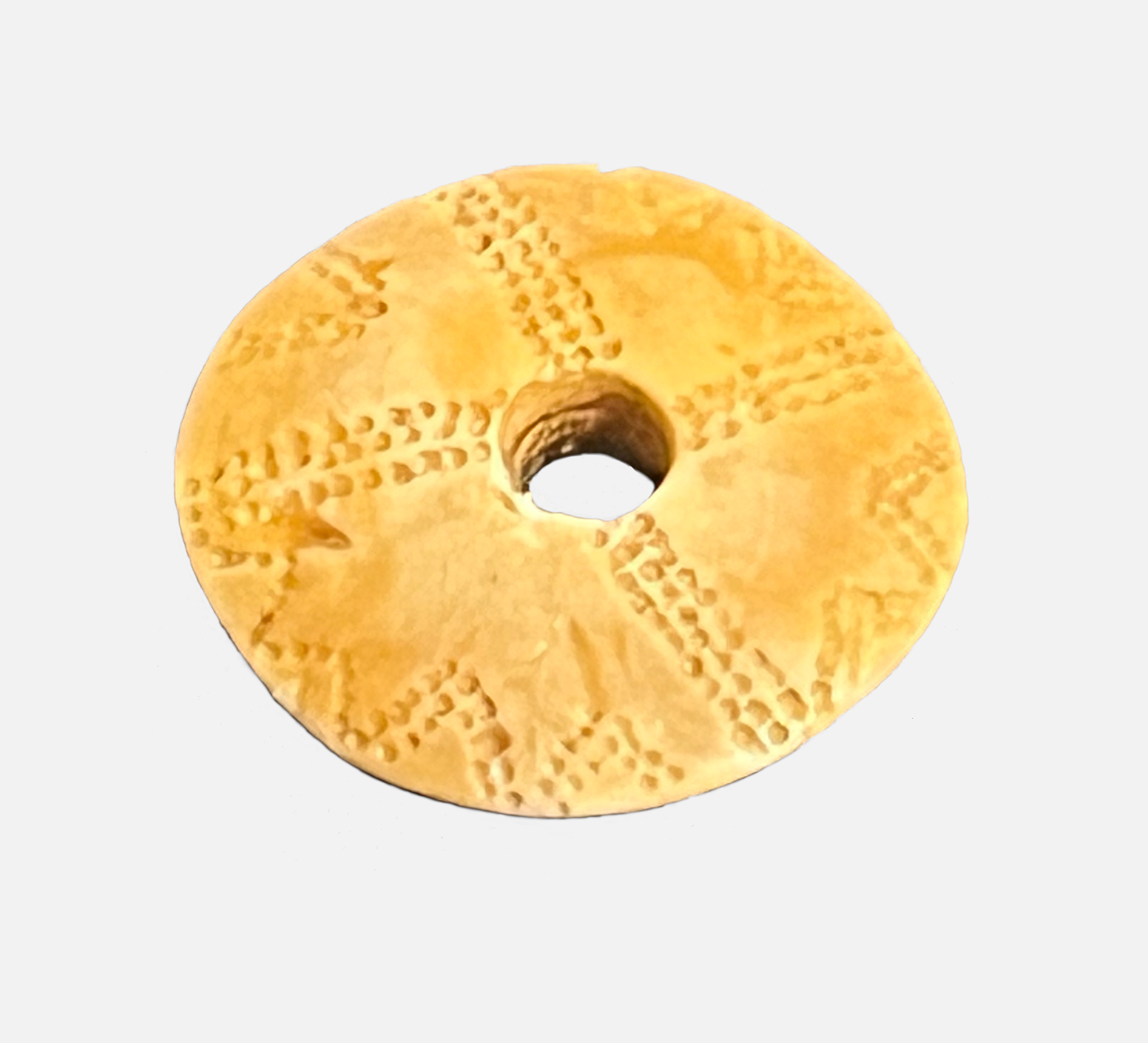
Disque d'ambre, période néolithique, 3096-2885 av. J.-C., Lituanie

Les peuples baltes vers 1200.

Les premiers individus sont arrivés dans la région à partir du Xe millénaire av. J.-C., après la glaciation de Würm, ou localement glaciation de la Vistule. Il s'agissait de cueilleurs nomades, originaires du Jutland et des régions de l'actuelle Pologne. Les populations se sont peu à peu sédentarisées, au cours du VIe et du Ve millénaires av. J.-C., la domestication est apparue et les constructions sont devenues plus sophistiquées, sans que l'agriculture ne soit encore utilisée.

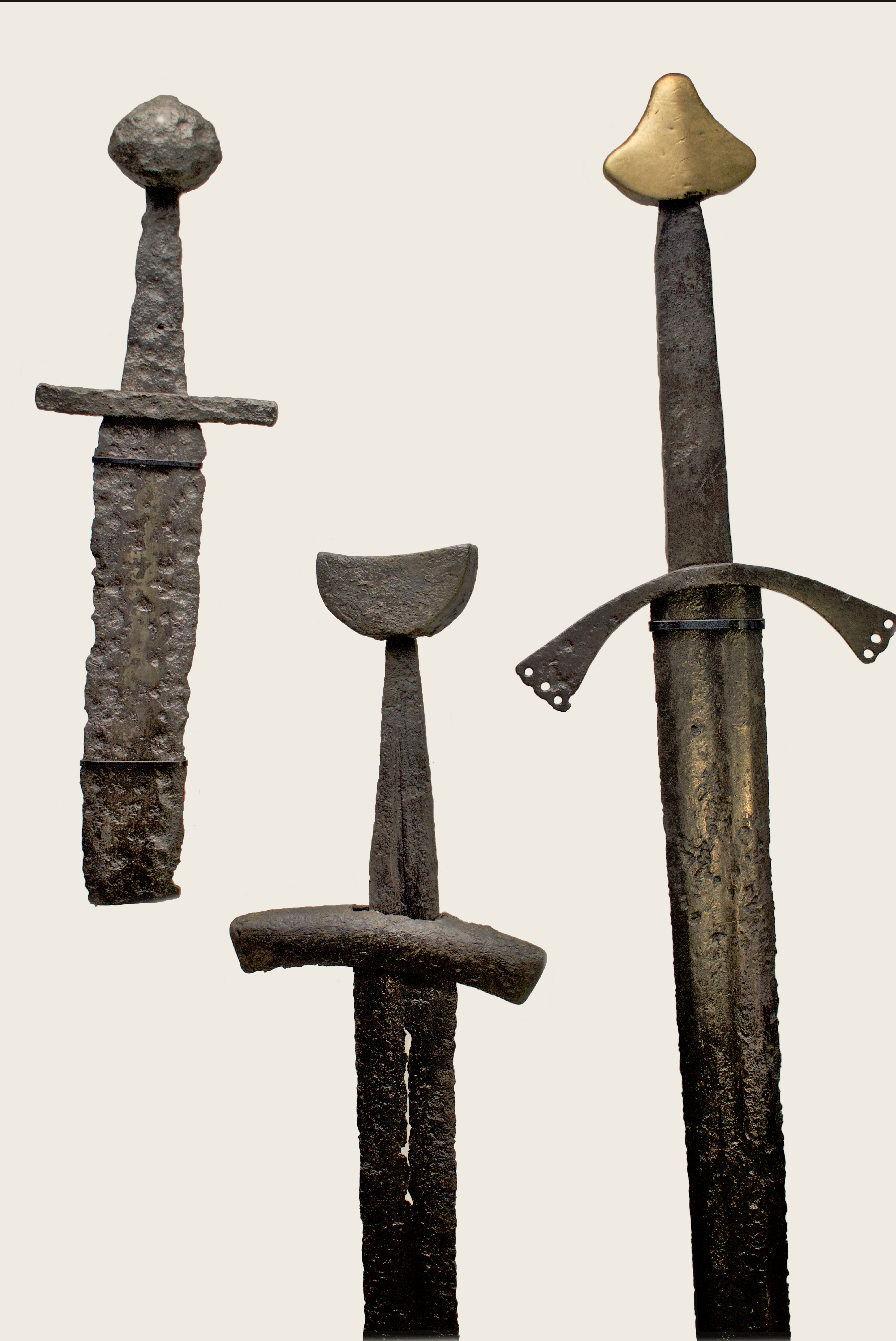
Épées lituaniennes XIIIe siècle

Les premières tribus baltes d'origine proto-indo-européenne seraient arrivées dans la région depuis le bassin de la Vistule et du Dniepr, vers 2500 av. J.-C..
Les premières preuves d'exploitation agricole dans le sud-est de la Baltique n'apparaissent que très tardivement. L'agriculture ne semble avoir été fermement établie dans la région qu'autour de l'Âge du bronze tardif qu'après que plusieurs espèces de cultures, principalement l'orge, ont été adaptées à l'environnement local et que le risque de mauvaises récoltes a été réduit. À proximité, le nord de la Pologne avait vu une forte augmentation de l'intensité des activités agricoles pendant la transition entre l'Âge du bronze ancien et l'Âge du bronze tardif en particulier à partir de 1400/1300 av. J.-C. La transition vers l'agriculture a en outre été facilitée par le réchauffement climatique qui a commencé vers 750 av. J.-C..
L'émergence de la diversification sociale s'est accompagnée de sites de peuplement stratégiquement choisis le long de routes économiques importantes, principalement sur la côte et près de la rivière Daugava. Les zones montagneuses ont été privilégiées par rapport aux basses terres. Les archéologues voient dans ces installations le reflet de l'intensification des réseaux de communication entre les cultures nordiques et lusaciennes et les communautés indigènes du sud-est de la Baltique.
Les tribus baltes n'ont pas été directement influencées par l'Empire romain, mais elles ont maintenu des contacts commerciaux avec celui-ci, notamment via la route de l'ambre.
Du Xe au VIe siècle av. J.-C., les Baltes, des populations païennes de langues indo-européennes, s'installent sur le territoire de l'actuelle Lituanie. Ce sont les porteurs de divers dialectes ou langues baltes, tels les Samogitiens, les Sudoviens, les Sémigaliens, les Skalviens, les Prussiens, les Séloniens, les Latgaliens…

## Histoire

### Des origines à 1385

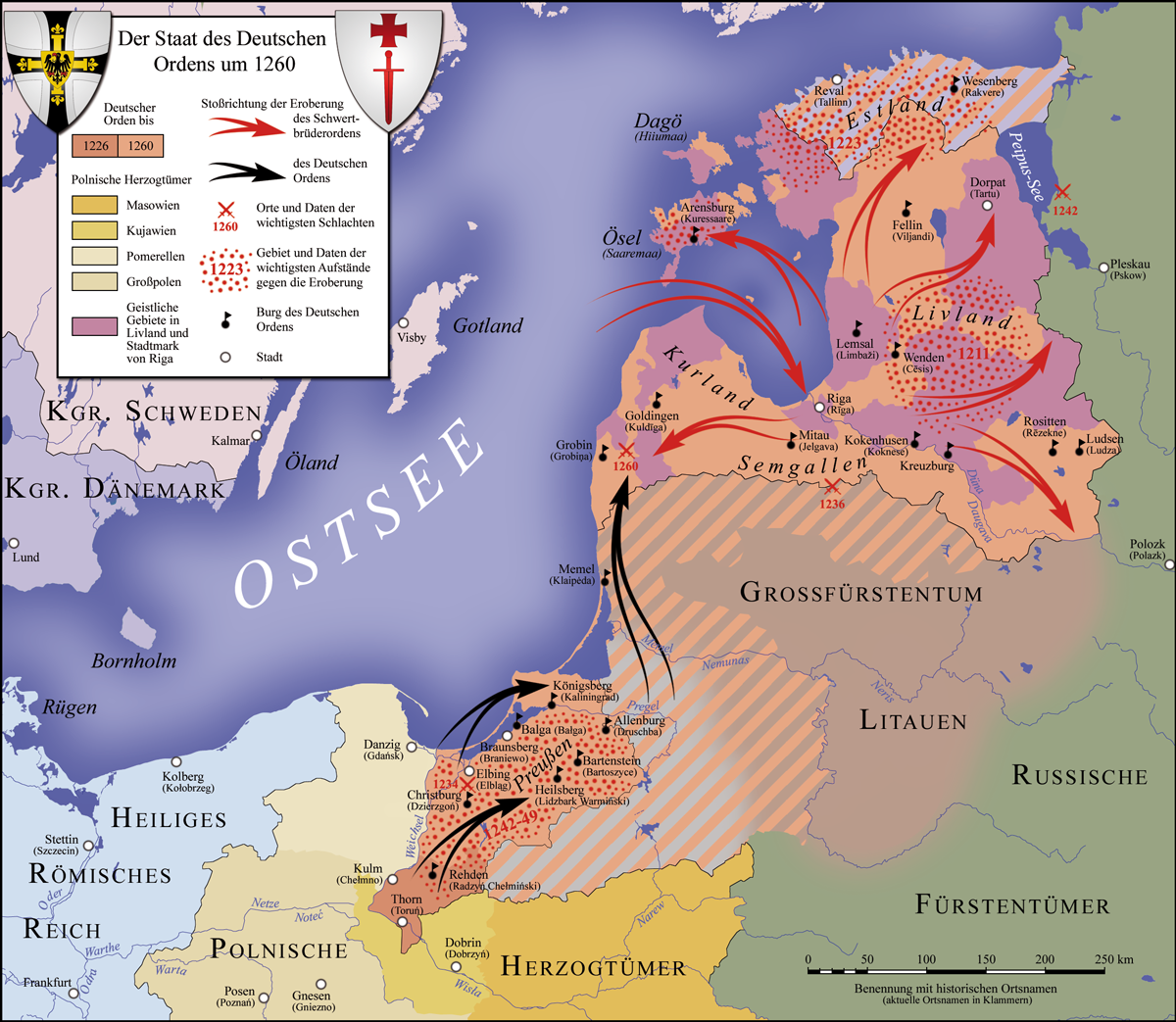
L'État monastique des chevaliers teutoniques et le grand-duché de Lituanie en 1260.

Le 9 mars 1009, le terme « Lituanie » est mentionné pour la première fois dans les annales d'un monastère de Quedlinbourg. La Chronique des temps passés évoque de 1038 à 1246 des expéditions des princes de Kiev contre les Sudoviens puis contre des Lituaniens. Ces tribus s'unissent dans un grand-duché de Lituanie pour contrer la menace que représentaient les croisés germaniques établis en Prusse et en Livonie et qui avaient pour but la christianisation des pays baltes. Ainsi au XIIIe siècle, la Lituanie réapparaît dans les chroniques russes comme un État uni et un adversaire sérieux qui multiplie les raids contre les principautés de Polotsk, de Novgorod et de Pskov. Dès lors, la Lituanie poursuit deux objectifs : contrer les ordres chevaliers et élargir son territoire dans l'aire slave russe par alliance, notamment avec Polotsk, ou par la guerre contre ces principautés slaves orthodoxes pour la plupart sous domination de la Horde d'or,.
En 1239, Mindaugas devient grand-duc de Lituanie. En 1236, les tribus baltes encore adeptes de la foi polythéiste et en particulier les Samogitiens repoussent, à la bataille du Soleil (bataille de Saulès), les chevaliers porte-glaive, après les avoir piégés dans un marécage ; le grand-maître de l'ordre, Volkwin, meurt dans la bataille. 
L'ordre des Porte-Glaives, situé dans l'actuelle Lettonie, est alors intégré dans l'ordre Teutonique. 
En 1241, 1259 et 1275, le royaume est ravagé par des raids de la Horde d'or mongole. 
En 1250, Mindaugas signe un accord avec l'ordre Teutonique et en 1251, il est baptisé en leur présence par l'évêque de Chełmno. 
En 1253, Mindaugas reçoit du pape Innocent IV le titre de roi, mais ne parvient pas, cependant, à imposer le christianisme à ses sujets et retourne finalement à la foi lituanienne. 
Il meurt assassiné par son neveu Treniota en 1263.

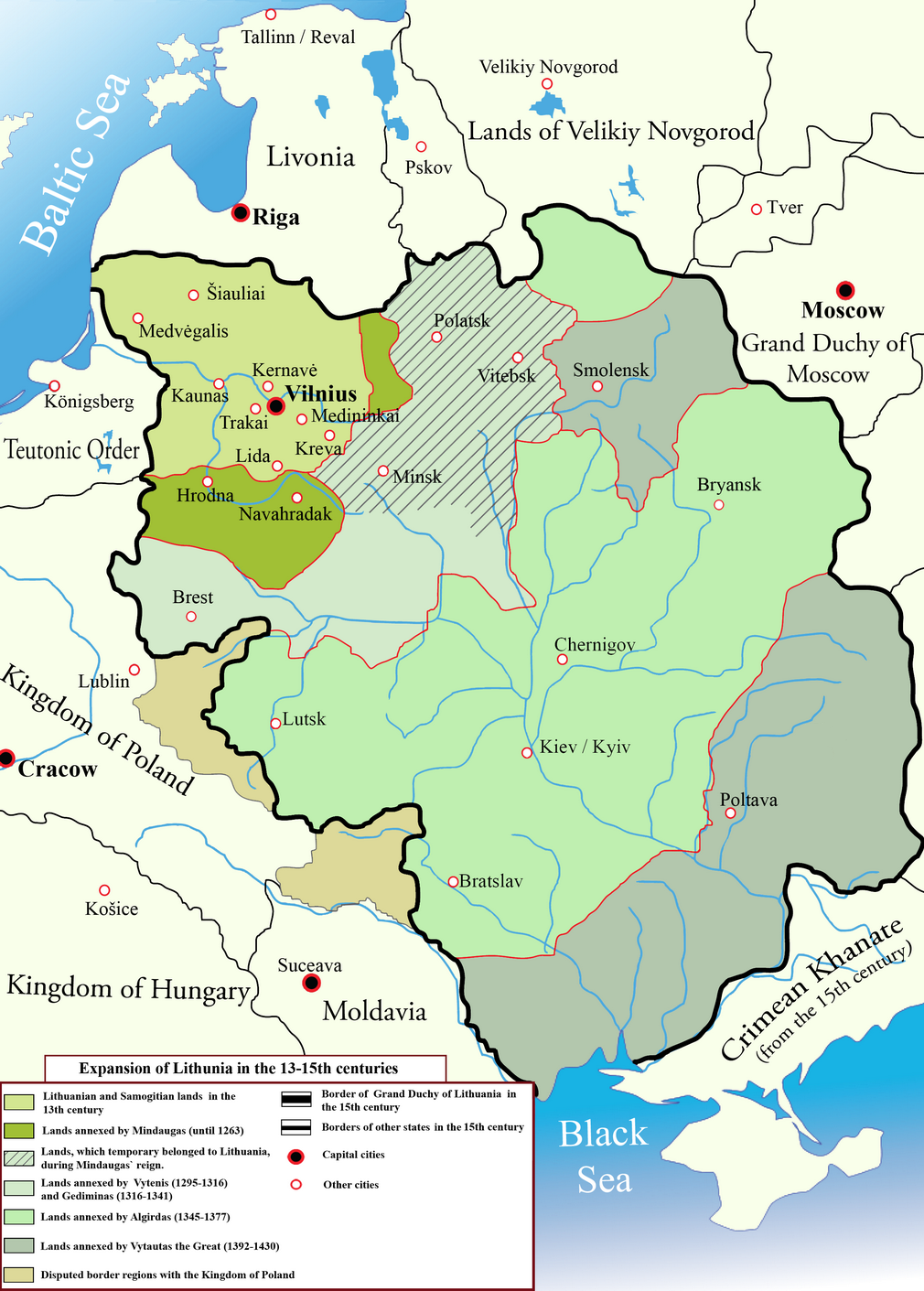
Extension du grand-duché de Lituanie du XIIIe siècle au XVe siècle.

Sous le règne de Vytenis (1293-1316), la principauté de Polotsk est définitivement rattachée au grand-duché de Lituanie en 1307, puis elle est remplacée par les voïvodes de Polotsk, de Minsk, de Vitebsk, de Smolensk, de Mstsislaw, de Brest et de Navahroudak. Au cours du XIIIe siècle, Trakai est la capitale du pays.
En 1316, Gediminas devient grand-duc de Lituanie. Il cherche le soutien du pape et obtient l'aide de colons venus d'Allemagne. Il veut se faire reconnaître roi mais veut rester polythéiste. Il se lance dans une politique d'extension territoriale, occupant l'actuelle Biélorussie et l'Ouest de l'Ukraine. Un peu avant 1323, Vilnius est fondée et devient capitale vers la fin du règne de Gediminas, qui prend fin en 1341.
En 1345, Algirdas, fils de Gediminas, devient grand-duc. Durant son règne, la Lituanie médiévale est à son apogée et affirme ses ambitions géopolitiques : pour le grand-duc, la Rus' de Kiev tout entière est destinée à être intégrée dans la Lituanie. Il conquiert les territoires situés entre l'Ukraine et la mer Noire. Le grand-duché comprend alors une bonne partie de cette ancienne Rus' de Kiev, soit l'actuelle Biélorussie, une grande partie de l'Ukraine actuelle ainsi qu'une partie de la Russie actuelle, tout en étant peuplé majoritairement de Slaves.
En 1377, à la mort d’Algirdas, son fils Jagailo devient grand-duc de Lituanie. La Lituanie est alors pillée par les chevaliers teutoniques. En 1381, Kęstutis, frère d'Algirdas (co-régnant avec son frère de 1345 à 1377), détrône son neveu et devient grand-duc de Lituanie. Il est tué un an plus tard par Jagailo qui reprend le trône.

### Le grand-duché de Lituanie (1385-1569)

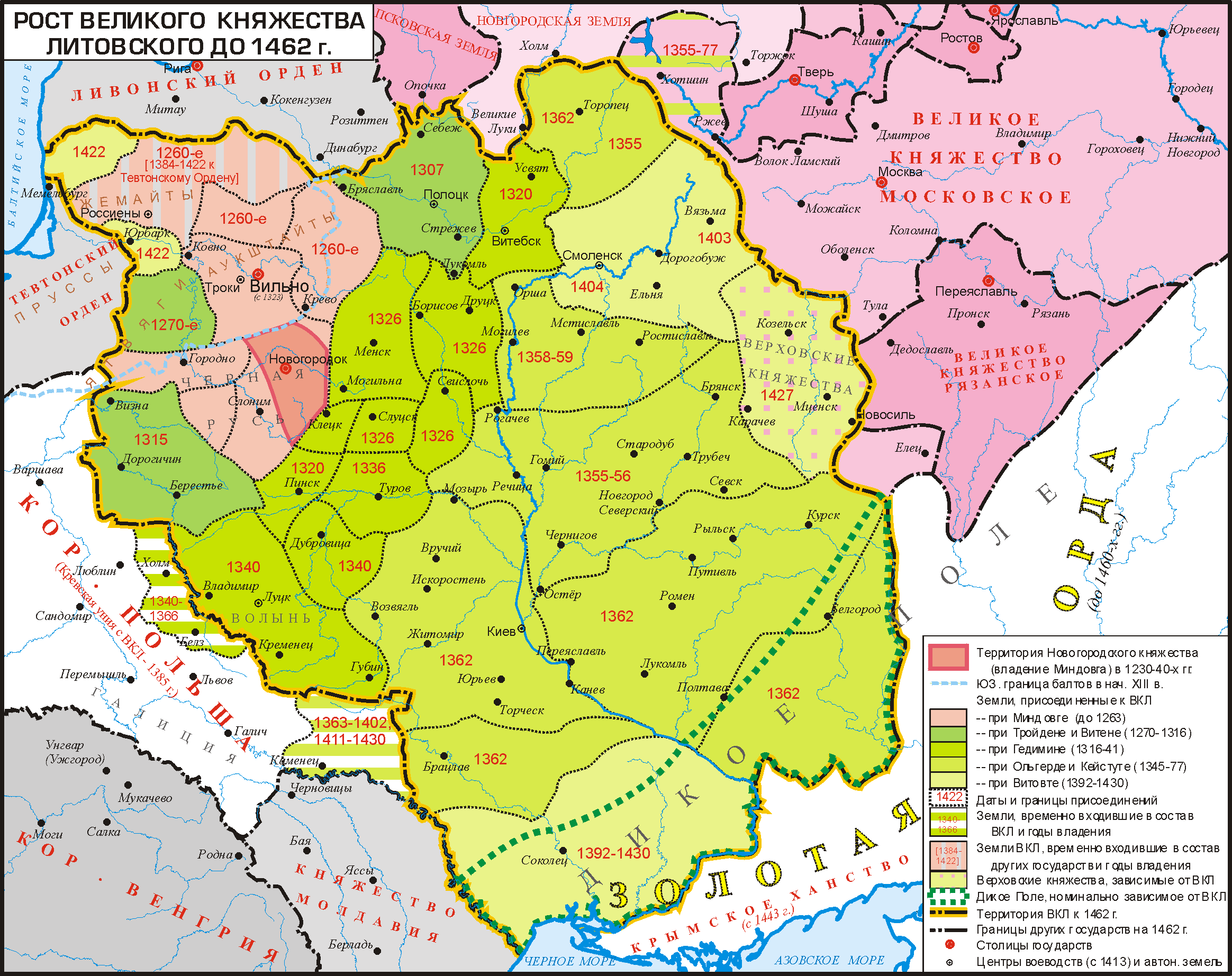
Expansion territoriale détaillée du grand-duché de Lituanie de 1260 à 1462.

En 1385, la Lituanie et la Pologne signent le traité de Kreva, Jagailo se convertit au christianisme catholique et épouse l’héritière du trône de Pologne, Hedwige ; il devient ainsi roi de Pologne sous le nom de Ladislas II Jagellon, après son élection par le parlement polonais (le Sejm). Il fonde la dynastie des Jagellon. L'union de Pologne-Lituanie est alors le plus grand pays d'Europe par sa superficie, mais n'a pas d'unité nationale, les Lituaniens proprement dits étant moins nombreux que les Russes. Elle n'a pas non plus d'unité religieuse : une partie de la Lituanie centrale et septentrionale est encore polythéiste, alors que le catholicisme domine à l'ouest et l'orthodoxie à l'est et au sud.
En 1392, Jagellon, tout en restant roi de Pologne, laisse le grand-duché de Lituanie à son cousin Vytautas. Celui-ci s'était pourtant opposé à Jagellon en 1382. Vytautas est défait à la bataille de la Vorskla, en 1399, face à la Horde d'or. En 1401, Vytautas le Grand devient formellement grand-duc de Lituanie par l'union de Vilnius et Radom, la Lituanie se voit alors accorder une large autonomie, même si Ladislas II Jagellon reste le suzerain de Vytautas. Celui-ci acquiert Smolensk en 1404 et entre en guerre contre la principauté de Moscou de 1406 à 1408.
Une guerre oppose alors le royaume de Pologne-Lituanie à l'ordre Teutonique de 1409 à 1411. La bataille de Grunwald, ou bataille de Tannenberg, en 1410, voit s'affronter entre 11 000 et 27 000 hommes de l'ordre Teutonique, contre une coalition lituano-polonaise composée d'entre 16 000 et 39 000 hommes. À la paix de Toruń, en 1411, l'ordre Teutonique non seulement perd la Samogitie, mais doit payer une importante rançon.

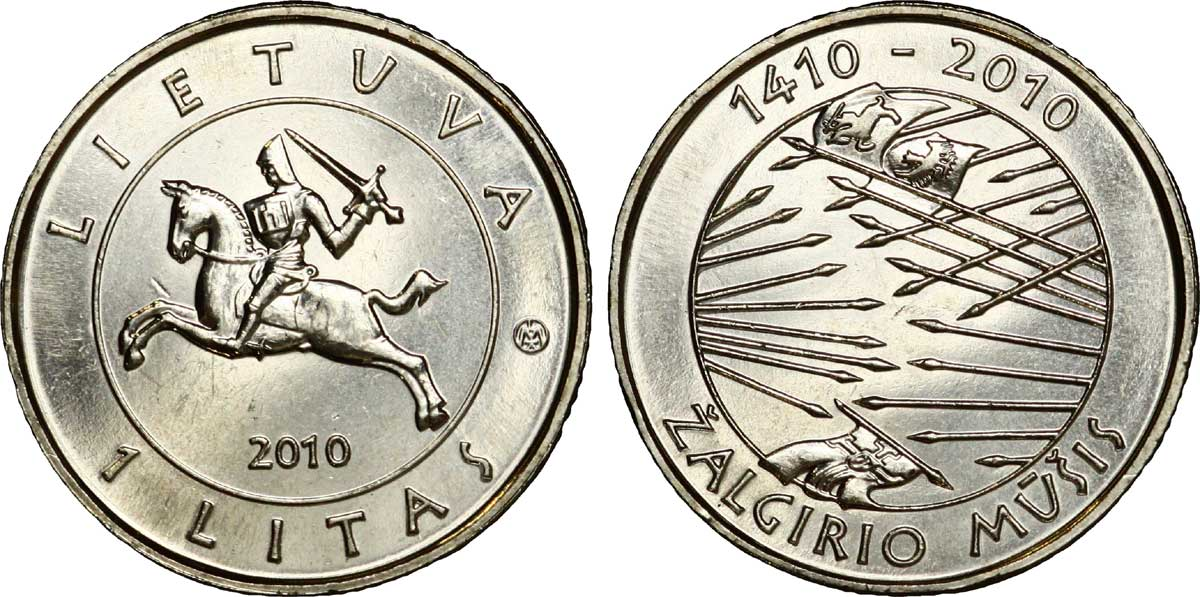
Lituanie, 1 litas célébrant le de la bataille de Grunwald

En 1413, l'union de Horodło est établie ; si elle donne plus d'autonomie au grand-duché de Lituanie, elle marque aussi l'acculturation progressive de la région, ainsi seuls les Lituaniens catholiques obtiennent accès aux charges du royaume de Pologne. La noblesse lituanienne devient de plus en plus influencée par la culture chrétienne et la langue polonaise. Beaucoup de villes obtiennent à la même époque d'être réglementées par le droit de Magdebourg, d'origine impériale. En 1422, après la guerre de Gollub qui dura deux mois, le traité de Melno entre l'ordre Teutonique et l'union de Pologne-Lituanie définit une frontière entre les deux états.
Vytautas meurt en 1430, le frère de Ladislas II Jagellon, Švitrigaila, devient grand-duc de Lituanie, ce qui déclenche une guerre civile entre 1431 et 1435, de par la violation de l'union de Horodło, qui avait spécifié que l'élection du grand-duc de Lituanie par la noblesse devait avoir l'aval du roi de Pologne. En 1432, par l'union de Grodno (en), Sigismond Ier Kęstutaitis, le frère cadet de Vytautas, chasse Švidrigaila et devient grand-duc de Lituanie. En 1440, Sigismond meurt assassiné, Casimir Ier, le frère cadet de Ladislas III Jagellon, le roi de Pologne, lui succède. En 1447, trois ans après la mort de Ladislas III à la bataille de Varna, le grand-duc Casimir Ier devient roi de Pologne sous le nom de Casimir IV Jagellon. Depuis, la Pologne et la Lituanie sont dirigées en union personnelle par un seul souverain.
En 1454, un soulèvement remet en cause l'Ordre Teutonique en Prusse. À la demande des représentants des principales cités prussiennes, la Prusse est incorporée à la Pologne. Cet acte marque le début de la guerre de Treize Ans entre l'Ordre Teutonique et la Pologne, jusqu'en 1466. Au traité de Thorn, la Pologne victorieuse reçoit l'est de la Poméranie orientale, Elbląg, Malbork (Marienbourg) et Chełmno.
En 1499, l'Union de Cracovie et Vilnius est décrétée, suivie en 1501 par l'union de Mielnik (en). À la fin du XVe siècle, la Pologne compte à peu près 10 000 Juifs, certains venus d'Italie et beaucoup d'autres d'Allemagne. Le pays leur apparaît comme une sorte de « terre promise » par contraste avec la situation qui est la leur dans les autres pays d'Europe où on les expulse (comme en Angleterre, en Espagne et en France), les enferme dans des ghettos (en Allemagne et en Italie) ou les convertit de force (en Espagne et au Portugal).

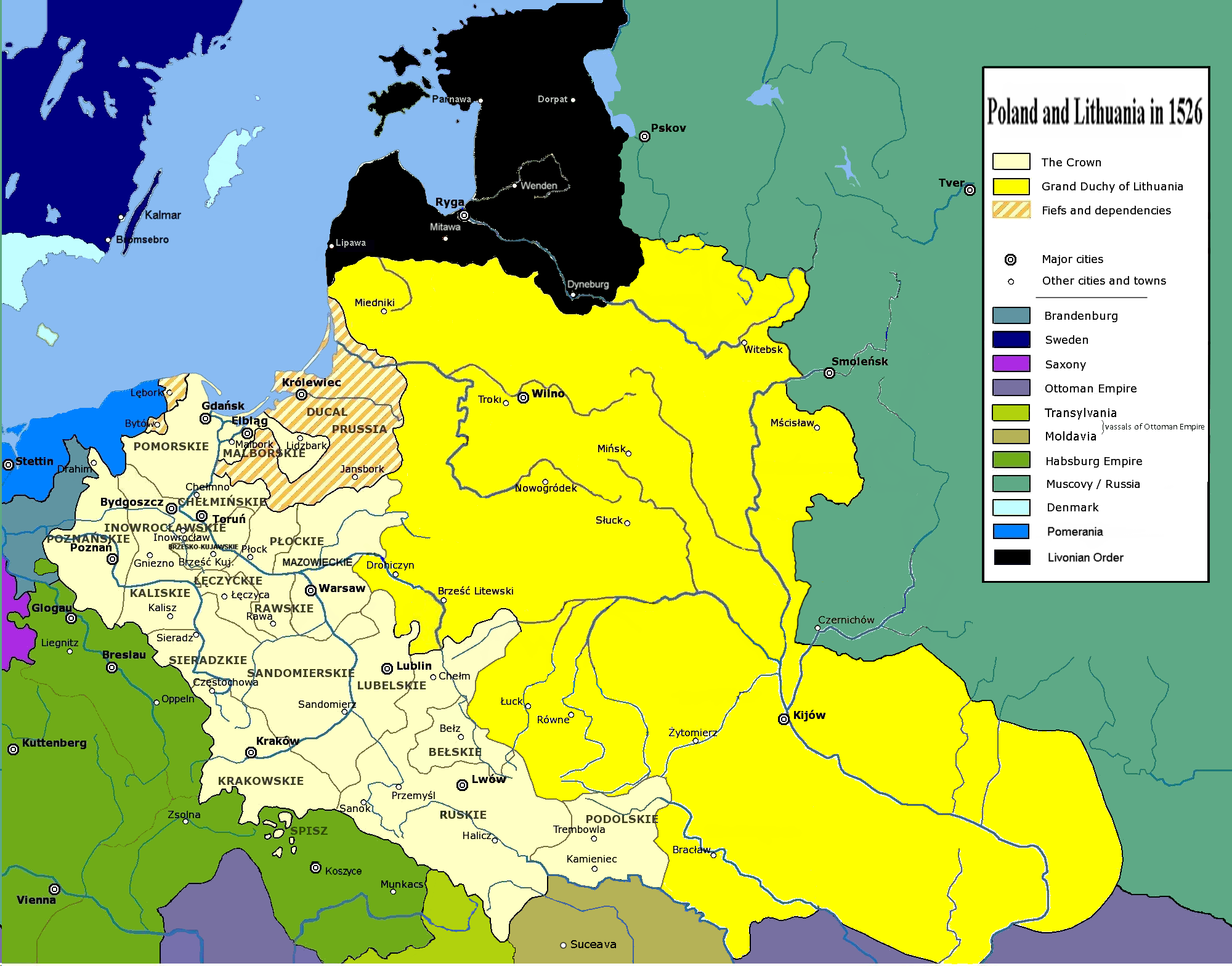
L'union de Pologne-Lituanie en 1526.

De 1506 à 1548 s'étend le règne de Sigismond II, qui est marqué par trois guerres avec la grande-principauté de Moscou de 1507 à 1508, de 1512 à 1522 et de 1534 à 1537, ainsi qu'une guerre contre les Tatars de Crimée vers 1512 et une guerre de 1519 à 1521 contre la Prusse. En 1525, Albert de Brandebourg sécularise les possessions de l'ordre Teutonique dont il était le Grand Maître, il se convertit au protestantisme et rend hommage, à Cracovie, à son oncle, le roi de Pologne, en tant que duc de Prusse.
De 1548 à 1572, le règne de Sigismond III Auguste est marqué de 1558 à 1582 par la guerre de Livonie qui oppose Ivan IV de Russie à une alliance formée du Danemark, de la Suède, du grand-duché de Lituanie et du royaume de Pologne. En 1561, le grand maître de l'ordre des Chevaliers Porte-Glaive, Gotthard Kettler, sécularise l'Ordre et soumet son État à la couronne de Pologne, par le Traité de Vilnius (1561). En 1563, le tsar Ivan IV de Russie occupe Polotsk.
La création de la république des Deux Nations, ou Rzeczpospolita (Res Publica), par l’union de Lublin en 1569 marque la fin du règne de Sigismond III Auguste, dernier roi et grand-duc de la dynastie Jagellon. Sa mort en 1572 est suivie d'un interrègne.

### L'union avec la Pologne (1569-1795)

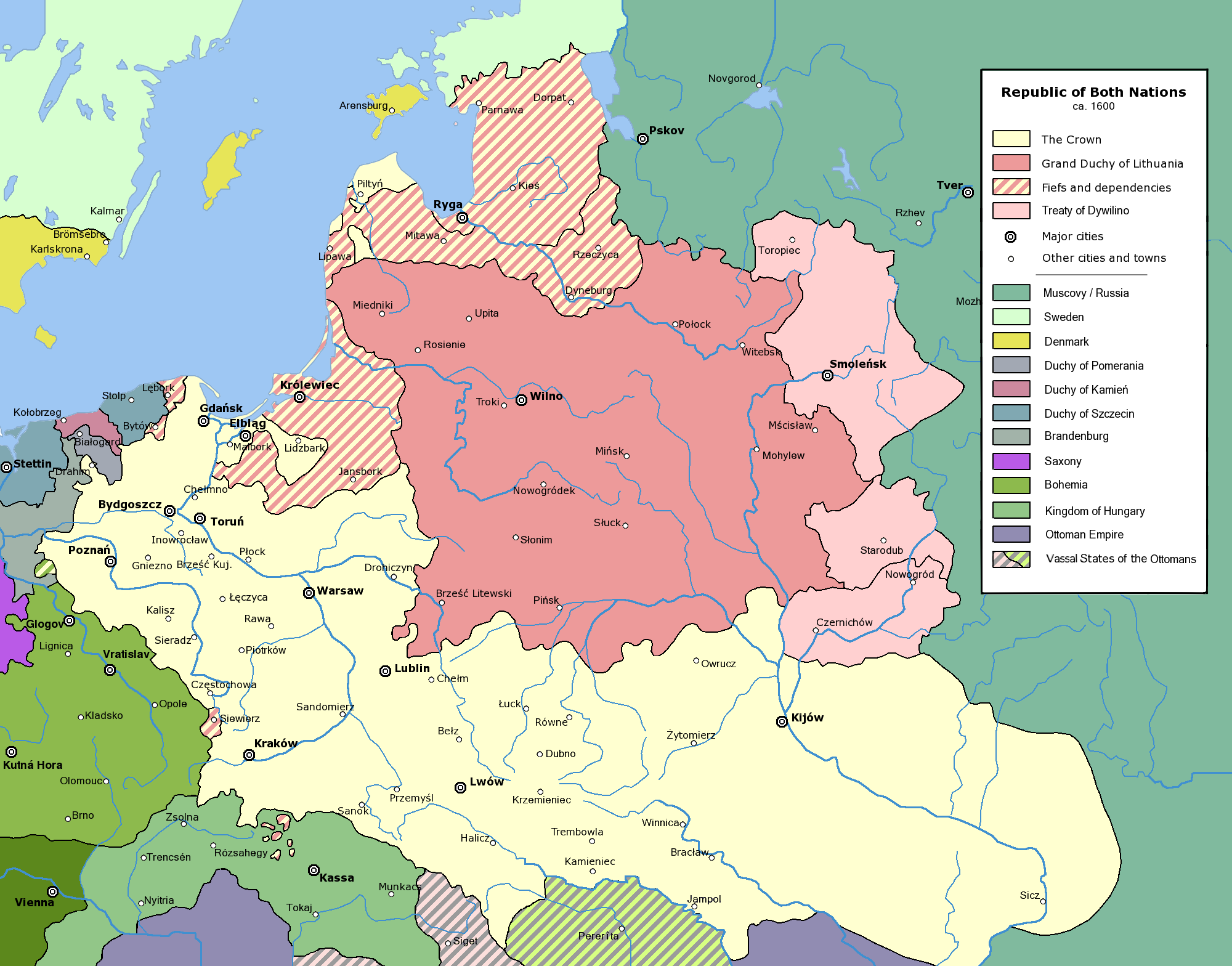
La république des Deux Nations à son apogée en 1600.

La république des Deux Nations, par l’union de Lublin en 1569, réunit les deux couronnes, ainsi que les deux diètes et les deux sénats, qui siègent alors à Varsovie, en lieu et place de Cracovie et Vilnius. Cependant la Pologne et la Lituanie conservent leurs armées, leurs administrations et leurs lois propres. Le système politique de la République, souvent appelé « Démocratie de la Szlachta » ou « Liberté dorée », est caractérisé par un pouvoir monarchique, encadré et élu par une diète (Sejm) contrôlée par la noblesse (szlachta). Le roi est ainsi obligé de signer, lors de son élection, les articles henriciens ainsi que la Pacta conventa. L’aristocratie polonaise domine la République, avec 134 sièges au Parlement, alors que les Lituaniens n'en possèdent que 46. Les deux États composant la nouvelle république étaient formellement égaux, mais en réalité la Pologne prend une part dominante dans l'union, ainsi l'ensemble de l'actuelle Ukraine passe, par le traité de Lublin, de la souveraineté du grand-duché de Lituanie à celle de la Pologne.
Le premier roi élu de la République est Henri III de Valois de 1573 à 1574, suivi par le règne d'Étienne Báthory de 1575 à 1586, qui devient roi en se mariant avec Anna Jagellon. Il fait le siège de Dantzig, en 1577, et la reprend. Il transforme, en 1578, l'académie de Vilnius en université. Il remporte deux campagnes militaires contre le tsarat de Russie, fait le siège de Pskov et conclut la paix de Jam Zapolski.
Sigismond III (Sigismond IV en Lituanie), issu de la dynastie des Vasa, règne de 1587 à 1632 ; après un conflit avec Maximilien III d'Autriche, à la suite de son élection, de 1606 à 1609, s'ensuit la rébellion de Zebrzydowski.
La Contre-Réforme catholique favorisée par le roi polonais Sigismond III, devient dans la Rzeczpospolita une source de conflits : les jésuites tentent de abjurer les protestants, les orthodoxes et les juifs. Par l'union de Brest, en 1596, une partie de l'Église orthodoxe de la république des Deux Nations passe de l'autorité du patriarche de Constantinople à celle du pape : c'est la création de l'Église grecque-catholique ukrainienne, qui garde cependant le rite byzantin et la possibilité d'ordonner des hommes mariés.
Ce transfert rencontre l'opposition des Ruthènes restés fidèles à l'Église orthodoxe, notamment des Cosaques qui, dès lors, se tournent vers la Russie. Par ailleurs, à la fin du XVIe siècle, la population juive atteint 1 500 000 personnes, soit à environ 10 % de la population de la Pologne-Lituanie, qui devient un important foyer de vie spirituelle et intellectuelle hébraïque avec de nombreuses et réputées yechivot (écoles religieuses et philosophiques) et un conseil représentatif Va'ad arba' aratzot.
La république des Deux Nations atteint son âge d'or dans la première moitié du XVIIe siècle. Son parlement puissant, le Sejm, est dominé par les nobles, peu disposés à s'impliquer dans la guerre de Trente Ans qui dévaste la majeure partie de l'Europe. Au cours de nombreuses guerres (notamment contre la Suède de 1600 à 1629) la République défend ses intérêts contre la Suède, la Russie, et les Tatars de Crimée vassaux de l'Empire ottoman.
La République mène alors plusieurs campagnes contre la Russie, alors affaiblie par une période de troubles internes. Les troupes polono-lituaniennes occupent Moscou du 27 septembre 1610 au 4 novembre 1612 durant la guerre polono-russe de 1605-1618, avant d'en être chassées par un soulèvement des boyards, des popes et de la population russe. Au traité de Déoulino en 1618, la République acquiert néanmoins au détriment de la Russie, les régions autour de Tchernihiv et de Smolensk. La République, de 1619 à 1629, atteint sa superficie maximale à l'issue de la guerre polono-turque de 1620-1621, qui se déroule en Moldavie où ont lieu deux importantes batailles, celle de Țuțora et celle de Hotin. Le traité d'Altmark permet une trêve dans les conflits à répétition avec la Suède, car une partie de la Livonie est cédée à la Suède, ainsi que d'importants axes et ports sur la Baltique. Le traité d'Altmark est confirmé en 1635 par le traité de Stuhmsdorf durant le règne de Ladislas IV Vasa.
Le règne de Ladislas IV Vasa dure de 1632 à 1648 et est encore marqué par une grande activité militaire, avec la guerre entre la république des Deux Nations et l'Empire ottoman (1633-1634) dès le début de son règne. En parallèle, de 1632 à 1634 se déroule la guerre de Smolensk entre la République et le tsarat de Russie. La guerre est conclue par le traité de Polanów, où la Russie récupère les territoires perdus en 1618 par le traité de Déoulino, c'est-à-dire les régions autour de Tchernihiv et de Smolensk.

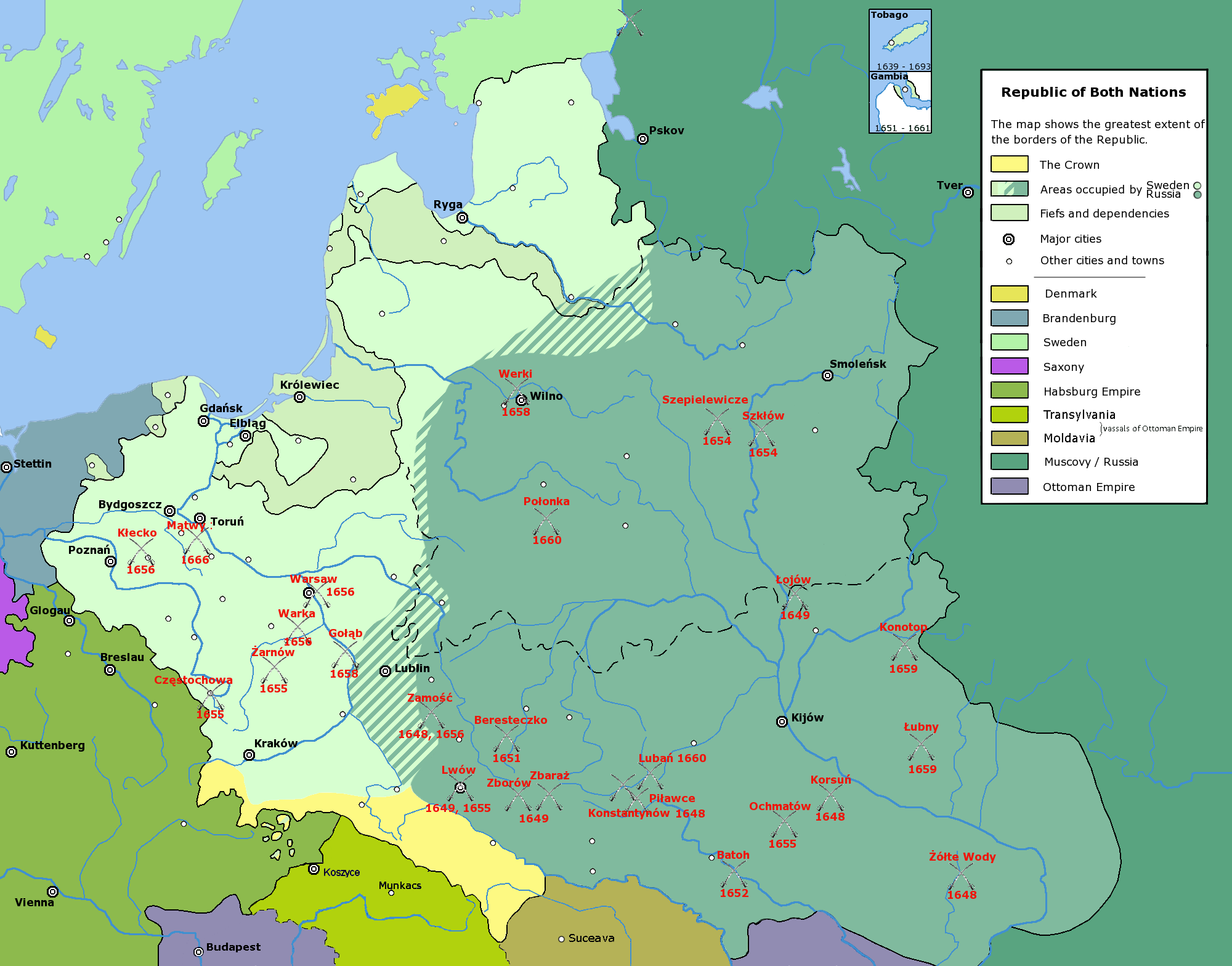
L'occupation maximale de la république des Deux Nations par la Suède, le tsarat de Russie et le Brandenburg durant le Déluge.

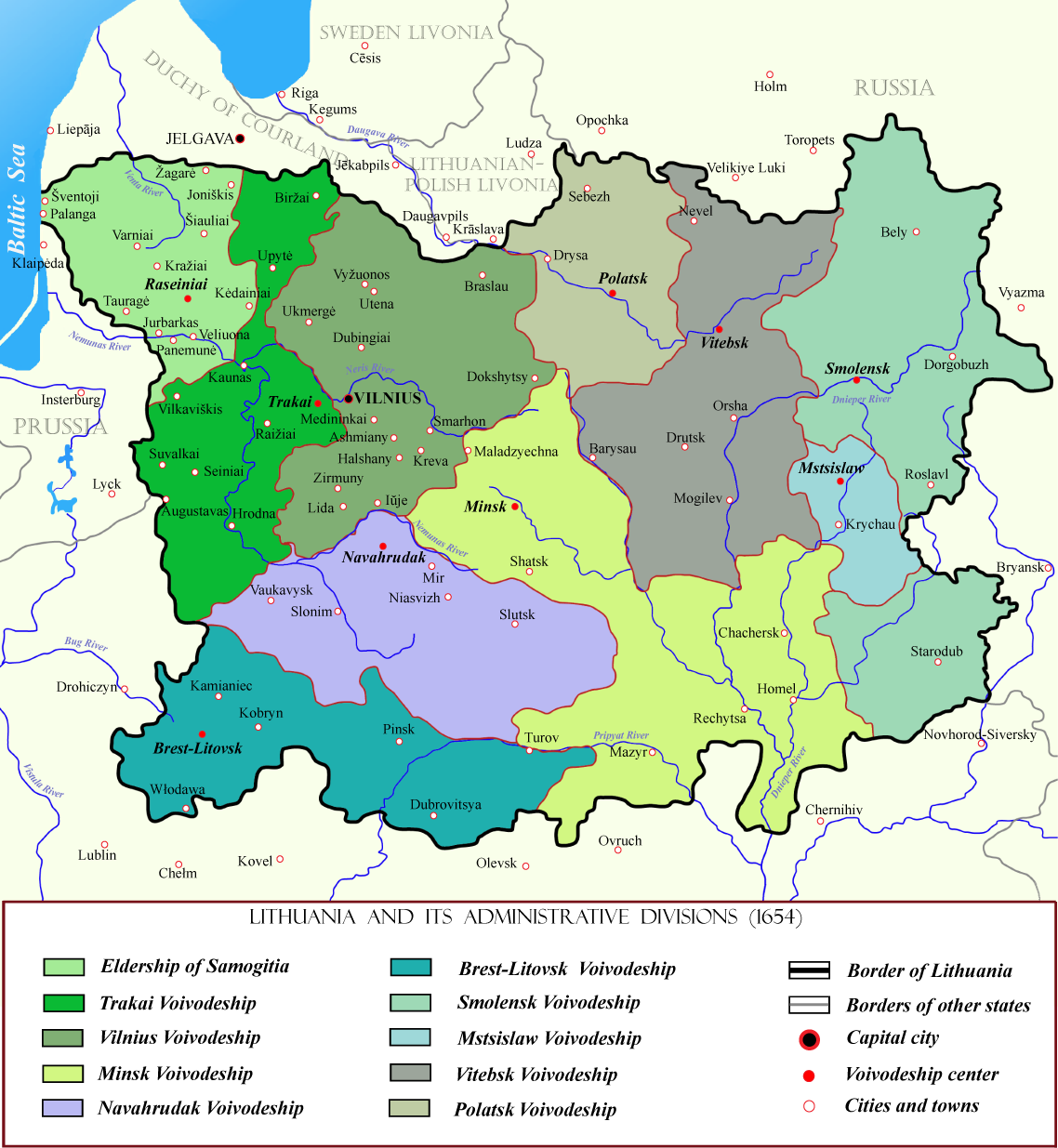
L'organisation administrative du grand-duché de Lituanie en 1654.

Après une période de paix de 15 ans à la fin du règne de Ladislas IV, le règne de Jean II Casimir Vasa, de 1648 à 1668, inaugure l'affaiblissement de la République, notamment durant la période dite « du Déluge ». Un premier coup est porté par la plus grande rébellion cosaque de l'histoire, dans les territoires orientaux de Kresy : le soulèvement de Khmelnytsky, qui cherche l'appui du khanat de Crimée et du tsar russe en 1654. L'influence russe grandit graduellement jusqu'à supplanter l'influence polonaise en Ukraine.
L'autre coup fut porté par la première guerre du Nord, en 1655, contre les Suédois et les Russes, qui avaient saisi l'occasion des luttes cosaques pour tenter d'envahir la République et qui sont soutenus par les troupes du prince transylvain Georges II Rákóczi et du prince-électeur de Brandebourg Frédéric Guillaume Ier. Le roi de Suède, Charles X Gustave, demande, en échange de la paix, que la république des Deux Nations devienne sa vassale et soit gouvernée par la famille Radziwiłł. En parallèle de l'attaque et de la prise par la Suède de l'ensemble de la côte de la mer Baltique, le tsar Alexis Ier prend en 1654 successivement Polotsk, Vitebsk, Smolensk, Mohilev et l'année suivante Hrodna, Kaunas et Vilnius.
Jean II Casimir V réussit pourtant à opposer une ferme résistance et, en 1657, les Suédois doivent quitter le territoire. Le traité d'Hadiach est signé avec les Cosaques en 1658. Les Russes sont défaits en 1662 grâce à l'intervention ottomane. Les autres ennemis de la République, la Transylvanie et la Prusse, sont battus peu de temps après, mais la Prusse gagne en 1657, par le traité de Bromberg, sa complète liberté vis-à-vis de la Pologne, dont elle était vassale. Enfin en 1660, le traité d'Oliva marque la fin de la guerre du Nord avec la Suède. À la trêve d'Androussovo, en 1667, le tsar russe ne garde que Smolensk et l'Ukraine de la rive gauche : la frontière russo-polonaise est alors le Dniepr. Mais dès 1666, une nouvelle guerre avec le khanat de Crimée commence jusqu'en 1671.
Durant le règne de Jean III Sobieski, qui dure de 1673 à 1696, la République est marquée par une série de guerres avec l'Empire ottoman de 1672 à 1676, puis de 1683 à 1699, aidée par les forces de l'empereur germanique, Léopold Ier. En 1683, la bataille de Vienne est un tournant final dans une lutte de 250 ans, entre les forces de l'Europe chrétienne et l'Empire ottoman. Pour ces siècles de longs combats contre l'avancée ottomane, la République mérite le titre d'Antemurale Christianitatis (rempart du christianisme). En 1686, le traité de paix éternelle, entre la Pologne et la Russie, confirme la trêve d'Androussovo.
En 1697, le duc de Saxe Auguste II est élu roi de Pologne. Le pays se joint à la grande guerre du Nord, entre 1700 et 1721, qui oppose essentiellement l'Empire russe et la Suède.
À sa mort en 1733 se tient la guerre de Succession de Pologne qui durera jusqu'en 1738, entre Auguste III et Stanislas Ier, soutenus respectivement par d'un côté l'Autriche et la Russie et de l'autre, la France, la Suède et la Bavière. 
Les armées russes profitent de l'affaiblissement de la République pour y installer des armées et accroître leur influence. 
La guerre se termine par le traité de Vienne, où Auguste III accède au trône.
Parmi les Juifs émerge à la même époque le mouvement mystique du hassidisme, inauguré par Baal Shem Tov (le « maître du Bon Nom ») qui devient, à côté du mitnagdisme (orthodoxie juive classique), un phénomène central de l'histoire juive et l'une des caractéristiques religieuses et sociales des Juifs ashkénazes. Chez les hassidim, la communion avec Dieu est joyeuse et s'exprime par le chant et la danse, tandis que les rebbe portent fréquemment le titre d'« Admor » (acronyme de adoneinou, moreinou verabbeinou : « notre seigneur, maître et rabbin ») et leur fonction devient héréditaire, créant des « dynasties hassidiques ».

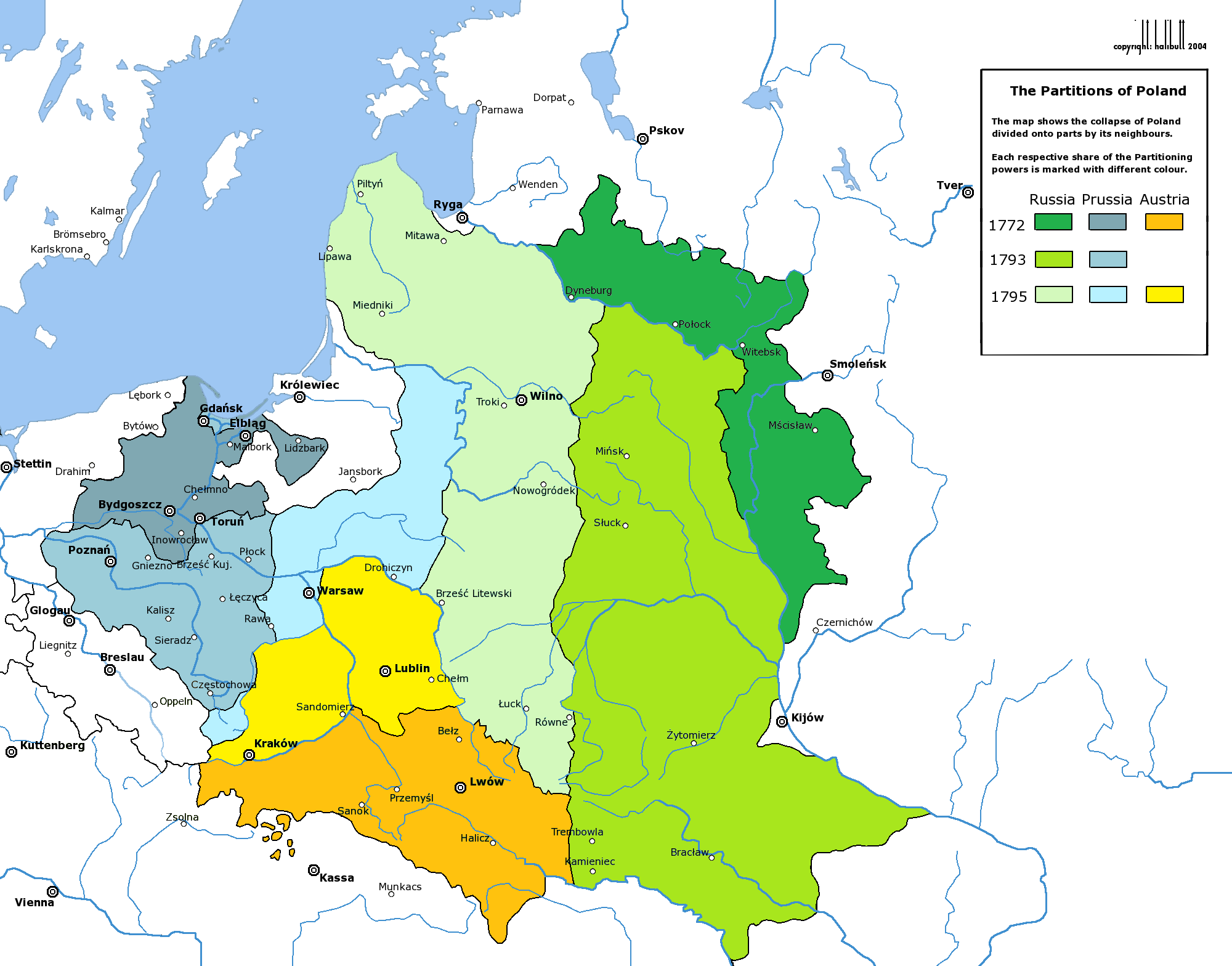
Les trois partitions de la république des Deux Nations.

En 1764, Stanislas II Auguste, dernier roi indépendant de la république des Deux Nations, est couronné. 
Durant son règne se tient la confédération de Bar, une révolte nobiliaire contre l'ingérence de la Russie de 1768 jusqu'en 1772, qui est l'année du premier partage de la Pologne.
La tentative de réforme constitutionnelle est faite par la Sejm de 1788-1792, qui aboutit à la Constitution polonaise du 3 mai 1791. 
Celle-ci suscite une forte opposition dans la noblesse et parmi les puissances étrangères, et déclenche en 1792 la confédération de Targowica. 
La Russie impériale, la Prusse et l'empire des Habsbourg procèdent alors à une deuxième partition en 1793. Après une nouvelle insurrection nobiliaire, en 1794, commandée par Tadeusz Kościuszko, la république des Deux Nations est complètement annexée en 1795 par le troisième partage de la Pologne. 
Lors de ce dernier, la Lituanie est, dans son intégralité, annexée à l'Empire russe : son ancienne frontière orientale devient, au sein de ce dernier, celle de la « zone de résidence » au-delà de laquelle les Juifs, désormais russes, ne peuvent s'installer qu'au compte-gouttes, sur autorisation.

### La Lituanie dans l'Empire russe (1795-1918)

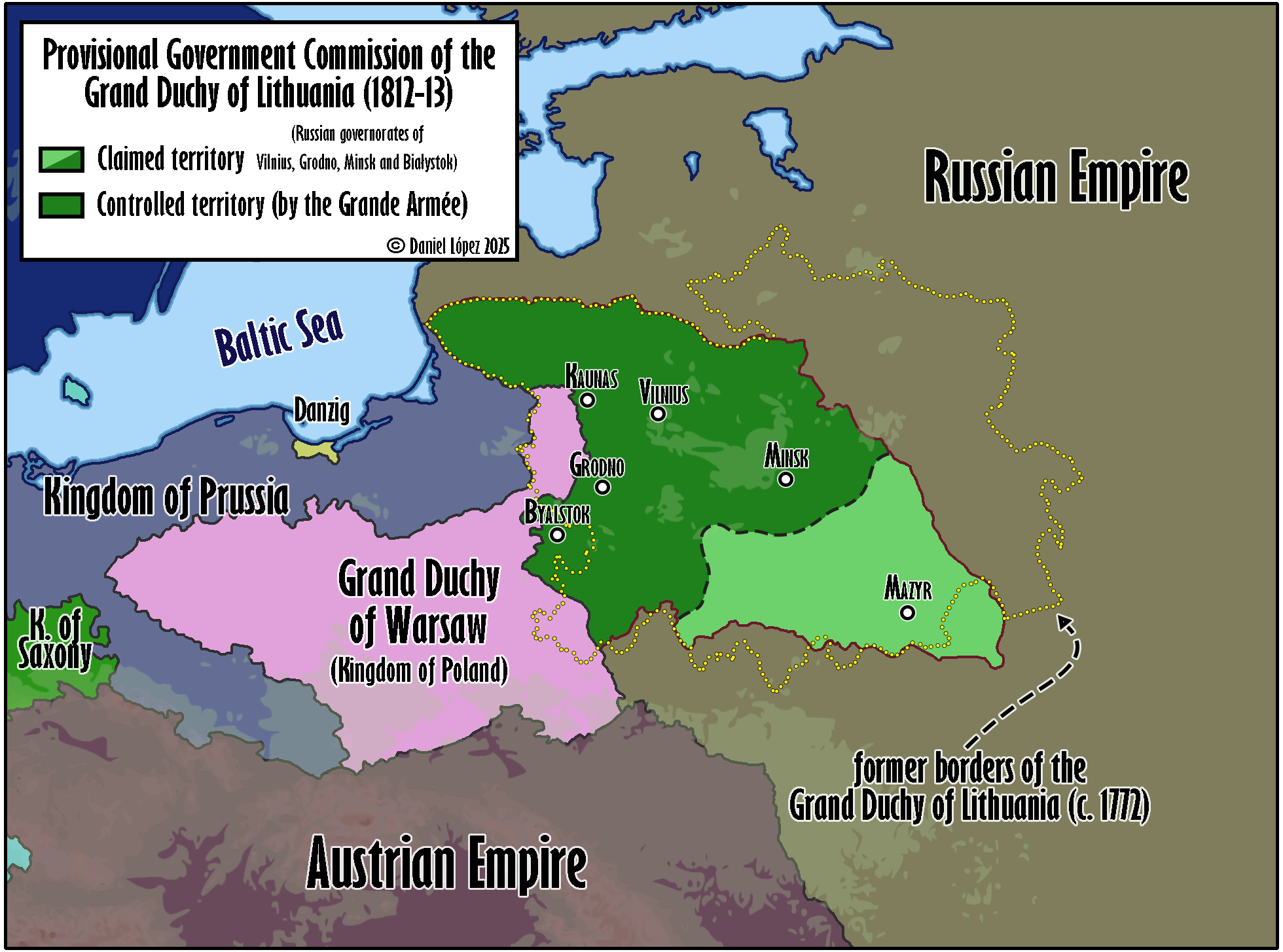
Le Gouvernement général de la Lituanie, État client du Premier Empire, à côté du Duché de Varsovie.

Structure administrative de la Lituanie entre 1867 et 1914, dans l'Empire russe.

En 1812, une première tentative de la restauration du grand-duché par Napoléon Ier est entreprise, avec notamment la levée de deux régiments de lanciers commandés par le prince Romuald Gedroitze. En 1815, au congrès de Vienne, le titre de grand-duc de Lituanie est attribué au tsar.
En 1823 des étudiants sont arrêtés à l'université de Vilnius, en 1824 des professeurs de l'université sont destitués, notamment l'historien Joachim Lelewel. En 1830 et 1831, une insurrection se tient à Vilnius, fief du nationalisme polonais et lituanien, en parallèle de l'insurrection de novembre 1830. Une forte répression russe est alors prodiguée, avec des déportations en Sibérie et la confiscation de terres, ce qui provoque une très importante émigration de la population. En 1832, l'université de Vilnius est fermée.
1863 est marquée par une nouvelle insurrection à Vilnius. En 1864, l'utilisation de l'alphabet latin pour écrire la langue lituanienne est progressivement interdite et remplacée par l'utilisation de l'alphabet cyrillique, notamment dans les écoles. Une importation de livres étrangers par contrebande s'organise.
Au cours de l'insurrection de 1905, un congrès qui demande l'autonomie de la Lituanie se tient à Vilnius, connu sous le nom Grand Seimas de Vilnius (en). Le régime tsariste fait alors un certain nombre de concessions à la suite de ce soulèvement, les langues baltes sont à nouveau autorisées dans l'enseignement et en public.
En 1915, une deuxième tentative de restauration aboutit à la création de la république de Lituanie.

### La république de Lituanie (1918-1940)
Pendant la Première Guerre mondiale, la Lituanie est envahie par les troupes allemandes en 1915 et incorporée à l'Ober Ost. Le 16 février 1918, la Déclaration d'indépendance de la Lituanie est signée par le Conseil de Lituanie, sous occupation allemande. Le 9 juillet 1918, le prince allemand Guillaume d'Urach est proclamé roi de Lituanie sous le nom de Mindaugas II. Il n'est cependant jamais venu en Lituanie. Le 2 novembre 1918 est marqué par la défaite imminente de l'Allemagne. La Lituanie proclame son indépendance et devient une république. Commencent alors les guerres d'indépendance lituaniennes. À la fin décembre, l'Armée rouge atteint la frontière lituanienne. Le gouvernement est évacué de Vilnius à Kaunas qui devient capitale provisoire. Vilnius est prise le 5 janvier 1919. Les forces soviétiques à la mi-janvier 1919 contrôlent environ les deux tiers du territoire lituanien. Mais en juin 1919, le traité de Versailles reconnaît l'indépendance de la Lituanie.

La frontière entre la Lituanie et la Pologne entre juin 1919 et le début de 1920.

À la mi-mai 1919, l'armée commandée par le général Silvestras Žukauskas lance une offensive contre les Soviétiques au nord de la Lituanie. À la fin du mois d'août, les Soviétiques sont chassés du territoire lituanien, mais deux armées de paramilitaires s'affrontent dans nord-est de la Lituanie : l'une formée de militants bolcheviks, les « partisans rouges », et l'autre contre-révolutionnaire (tsariste) nommée « volontaires de l'Ouest » ou « Corps spécial de Russie » : elles sont finalement battues et repoussées par l'armée lituanienne à la fin de 1919.
En 1920, le premier Seimas (parlement) de la Lituanie indépendante est élu. Mais en août commence la guerre polono-lituanienne, la Pologne ayant des revendications territoriales sur la Lituanie, en particulier sur la région de Vilnius, peuplée de 50 % de Polonais, 30 % de Juifs, 10% de Biélorusses et 10 % de Lituaniens. En octobre, les Polonais dirigés par le général Zeligowski occupent Vilnius et y déclarent l'indépendance d'une république de Lituanie centrale, bientôt annexée par la Pologne en mars 1922. Après des élections largement boycottées, le 20 février 1922 le parlement local de Vilnius, dominé par les Polonais, signe donc l'Acte d'union avec la Pologne. Les Polonais vont conserver la ville et sa région jusqu'à l'invasion soviétique de 1939.
En octobre 1920, la Lituanie adhère à la Société des Nations. Elle adopte une réforme agraire et une monnaie, le litas. En août 1922, la constitution est adoptée. Le régime est alors démocratique, le parlement (seimas), qui élit le président, étant renouvelé tous les trois ans. Un recensement national est réalisé en 1923. La même année, la région de Memel, comprenant une forte minorité allemande ou germanisée, administrée par la France sous mandat de la SDN depuis 1920, est intégrée, après la révolte de Klaipėda, à la Lituanie sous forme de région autonome. La France ne réagit pas : elle occupe elle-même la Ruhr.

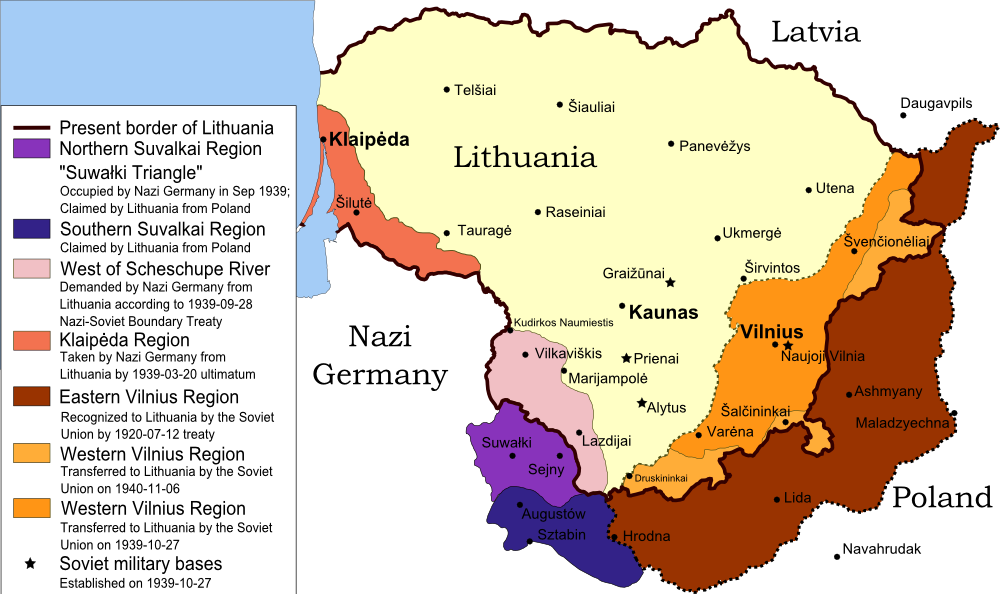
Différends frontaliers lituaniens entre 1939 et 1940.

En décembre 1926, un coup d'État militaire renverse le premier gouvernement de gauche mis en place en juin et donne le pouvoir à l'ancien président Antanas Smetona, qui nomme comme Premier ministre le chef du groupuscule fasciste des « Loups de Fer », Augustinas Voldemaras. Un an plus tard, le parlement est dissous. Les premières mesures antisémites sont alors prises (numerus clausus dans les facultés et la fonction publique). En septembre 1929, Smetona démet de ses fonctions Voldemaras et devient alors dictateur jusqu'à l'occupation soviétique de 1940.
Le 20 mars 1939, la Lituanie cède face à l'ultimatum fixé par l'Allemagne quatre jours auparavant et lui abandonne la région de Klaipėda (Memelland), qui est annexée au Reich le 22.

### Seconde Guerre mondiale (1939-1945)
En août 1939, l'Allemagne et l'Union soviétique signent le pacte Hitler-Staline, avec des clauses secrètes attribuant des sphères d'influence dans la région baltique. La ville de Vilnius est occupée par l'Armée rouge le 20 septembre 1939, au cours de l'invasion soviétique de la Pologne mais évacuée le 10 octobre 1939, car le pacte Hitler-Staline attribue initialement la Lituanie à l'Allemagne nazie. Pour peu de temps puisqu'elle va être réoccupée par l'Armée rouge en juin 1940, la Lituanie ayant été transférée aux Soviétiques par les protocoles additionnels du pacte Hitler-Staline signés le 28 septembre 1939.
Une fois la guerre d'Hiver en Finlande terminée, les Soviétiques accroissent leur pression diplomatique sur la Lituanie, aboutissant à un ultimatum en juin 1940. Cet ultimatum exige la formation d'un gouvernement pro-soviétique ainsi que le stationnement d'un nombre indéterminé de soldats russes. La Lituanie est contrainte de céder. Le président Antanas Smetona quitte le pays et quinze divisions de l'Armée rouge, soit un total de 150 000 soldats, franchissent la frontière lituanienne le 15 juin 1940. La Lituanie perd son indépendance. Vladimir Dekanozov forme alors le nouveau gouvernement fantoche pro-soviétique. Justas Paleckis remplace Smetona comme président de la Lituanie. Le 21 juillet, le Seimas décide à l'unanimité la création de la République socialiste soviétique de Lituanie.

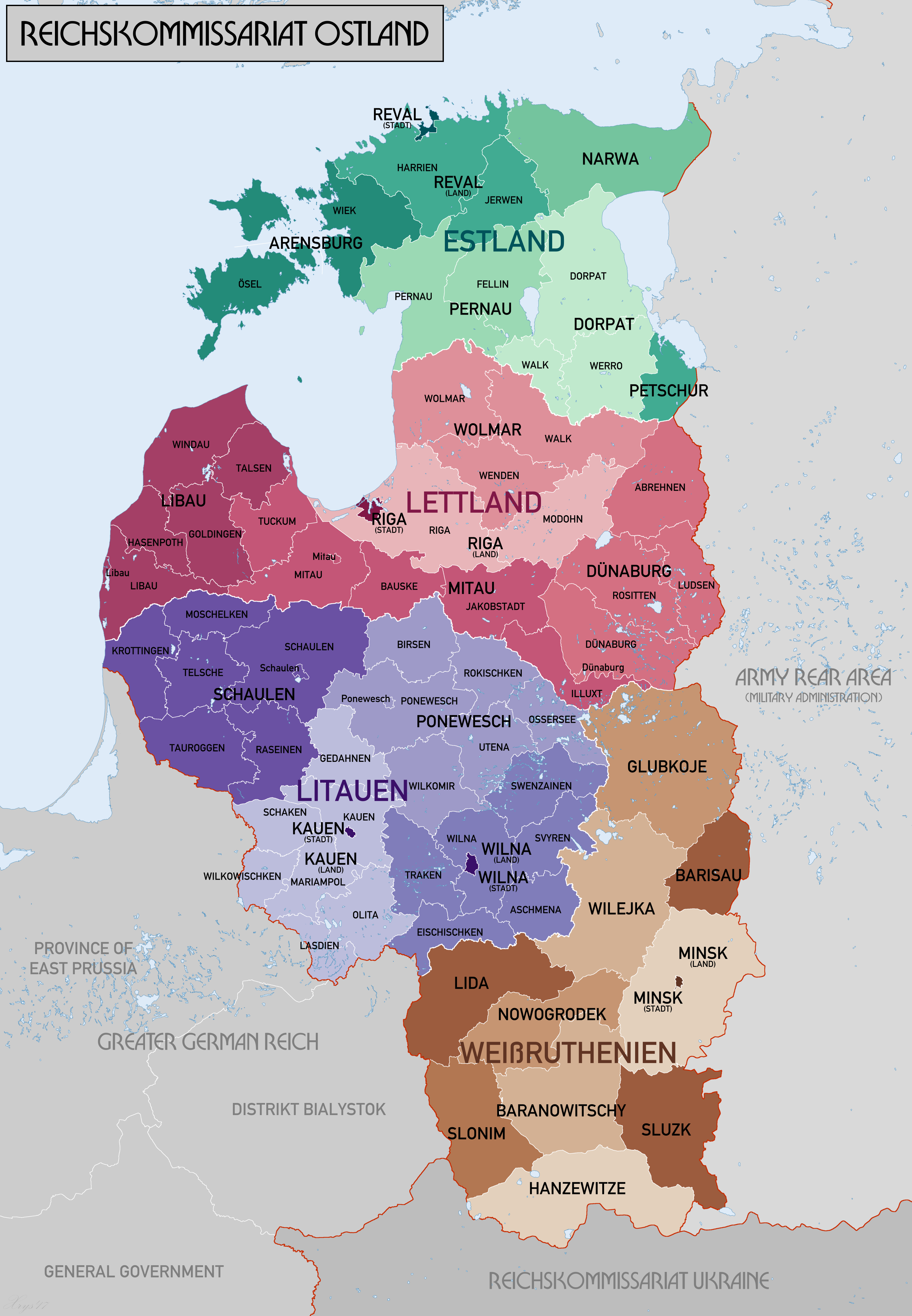
La structure administrative du Reichskommissariat Ostland.

Immédiatement après l'occupation, toutes les terres sont collectivisées par la force ainsi que les banques, les grandes entreprises et l'immobilier, causant une pénurie de biens de consommation. Le litas lituanien est retiré au printemps 1941. Toutes les organisations culturelles, politiques et religieuses sont interdites et le NKVD oblige les militants communistes locaux, dont certains étaient juifs, à dépister et dénoncer les anciens fonctionnaires de l'État lituanien, les enseignants, prêtres, juges, avocats, policiers, militaires, commerçants et autres « ennemis du peuple » qui sont arrêtés avec leurs familles dans la nuit du 13 au 14 juin 1941 pour être déportés au Goulag. 35 000 Lituaniens sont concernés.
Le 22 juin 1941, l'Allemagne envahit l'Union soviétique et les forces allemandes contrôlent la totalité de la Lituanie dans la semaine qui suit. Les prisonniers politiques des Soviétiques échappent à la déportation (elle aura lieu après la guerre) mais les forces soviétiques en retraite massacrent une partie d'entre eux au cours du massacre de Rainiai (en). Ignorant que l'idéologie nazie les considère aussi comme des « sous-hommes », les Lituaniens accueillent les Allemands en libérateurs, espérant gagner une certaine autonomie. Les premiers pogroms ont lieu contre la population juive, accusée en bloc d'avoir soutenu l'occupant soviétique et le NKVD.
Durant l'insurrection de juin, la Lituanie proclame son indépendance et un gouvernement fantoche pro-nazi est formé avec pour Premier ministre Juozas Ambrazevičius. Privé par l'occupant nazi de tout pouvoir réel, donc réduit à un rôle de marionnettes, ce gouvernement s'auto-dissout le 7 août 1941. Les Allemands établissent le Reichskommissariat Ostland et déroulent leur planification nommée : Generalplan Ost.
Avant la Shoah, la Lituanie comptait entre 210 000 et 250 000 Juifs. On estime que 80 % des Juifs de Lituanie ont été tués avant 1942. Les survivants, 43 000 Juifs, ont été concentrés dans les ghettos de Vilnius, de Kaunas, de Šiauliai et de Švenčionys et forcés de travailler pour l'industrie militaire allemande. Le 21 juin 1943, Heinrich Himmler ordonne de vider tous les ghettos juifs et de transférer les survivants dans des camps de concentration. Le ghetto de Vilnius est ainsi détruit, alors que ceux de Kaunas et de Šiauliai sont transformés en camps de concentration. Les Juifs survivants sont envoyés dans les camps de Stutthof, Dachau, Auschwitz. Seulement environ 2 000 à 3 000 Juifs lituaniens ont pu être libérés de ces camps. Le taux de génocide des Juifs en Lituanie a atteint 95 à 97 %, soit l'un des plus élevés d'Europe.
Entre 1940 et 1945, en raison des combats, des persécutions, des déportations, des expulsions et des massacres croisés qu'elle subit, la Lituanie perd 30 % de sa population.

### La Lituanie soviétique (1945-1990)
En 1945, l'Armée rouge reprend la Lituanie, la population germanique ou germanisée est alors expulsée. Entre 1945 et 1952, 120 000 personnes sont déportées de Lituanie, parmi lesquelles les survivants des 35 000 Lituaniens déjà arrêtés en 1941.
À partir de 1944, les Lituaniens organisent la lutte armée contre l'occupant soviétique. Le rapport de force étant largement en leur défaveur, les résistants, nommés partisans, organisent leur lutte sous forme de guérilla. Ils vivent dans la clandestinité, cachés dans des bunkers dissimulés dans la forêt. Cette guerre aura causé la mort de 24 000 résistants et de plus de 10 000 soviétiques. Le chef des partisans, Jonas Žemaitis-Vytautas, est fait prisonnier en 1953, ce qui met fin à la résistance nationale organisée. Cependant, quelques patriotes isolés restent dans la clandestinité. Antanas Kraujelis (lt) est le plus connu d'entre eux. Se cachant dans les bunkers et chez des habitants complices, il échappe aux forces soviétiques. Le KGB fait de lui l'un de ses ennemis publics no 1 et le surnomme Le Terrible. Durant les années 1960, Antanas Kraujelis devient une légende au sein de la population lituanienne : ses affronts contre les soviétiques mais aussi contre leurs collaborateurs lituaniens sont alors considérés comme des actes de bravoure par les patriotes. Il se suicide en mars 1965 après que les soldats soviétiques aient découverts sa cachette et l'aient blessé. En 2019, il reçoit à titre posthume les honneurs militaires nationaux.
La Lituanie est dirigée d'une main de fer par le Parti communiste de Lituanie jusqu'en 1989. L'économie est collectivisée de force entre 1947 et 1952. En 1990, le PIB par habitant de la RSS de Lituanie s'élève à 8 591 $, supérieur à celui du reste de l'URSS (moyenne de 6 871 $) mais inférieur de moitié aux pays non-communistes d'Europe.

### La Seconde République (depuis 1990)

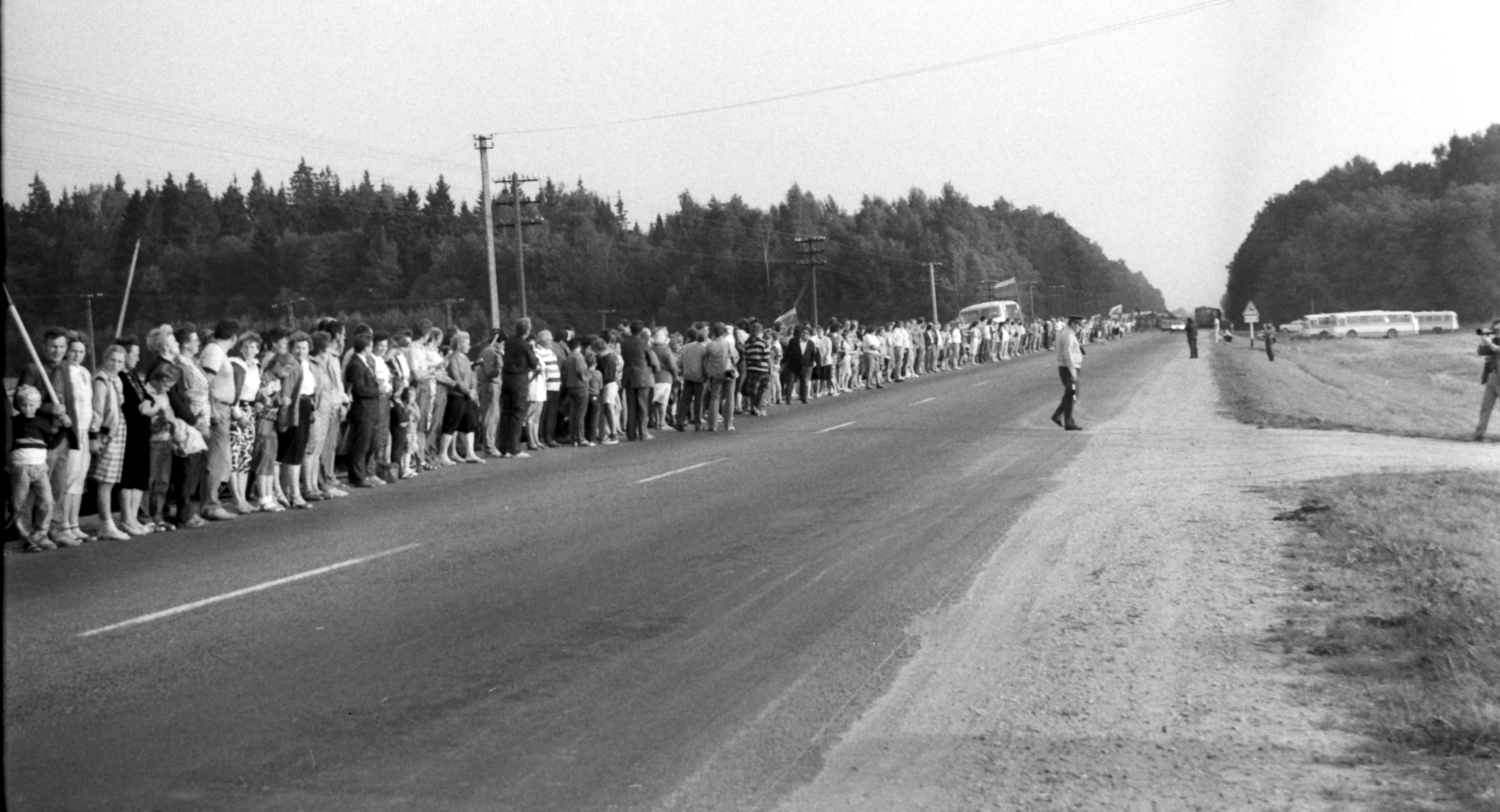
La voie balte, en Lituanie, le 23 août 1989.

Sous la houlette d'intellectuels, le Mouvement réformateur de Lituanie (Sąjūdis) est formé à la mi-1988 et milite pour des réformes démocratiques. En 1988, Algirdas Brazauskas est élu premier secrétaire du Parti communiste de Lituanie, il est le personnage le plus influent de la RSS de Lituanie. Au moment de l'effondrement de l'Union soviétique, Brazauskas soutient le mouvement indépendantiste. Le 23 août 1989 une grande chaîne humaine appelée la voie balte s'organise de Vilnius à Tallinn pour le 50e anniversaire du Pacte germano-soviétique.

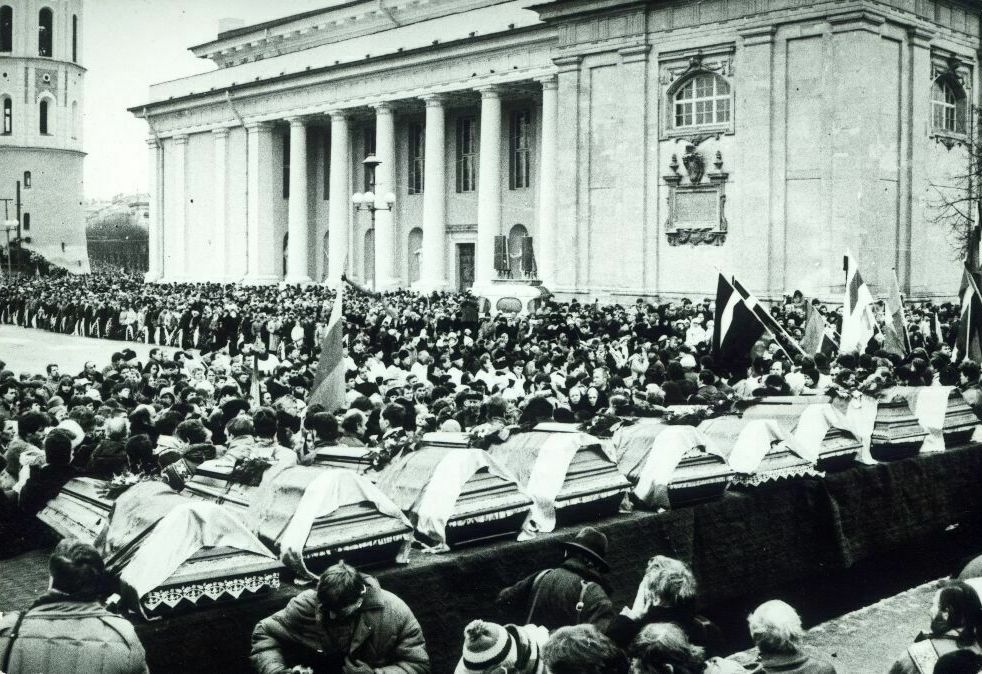
Cérémonie funéraire faisant suite à l'invasion des pays baltes en janvier 1991.

Dès le 26 mars 1989, Sajudis a acquis la majorité au Conseil suprême soviétique de Lituanie, et l'indépendance de la Lituanie est proclamée le 11 mars 1990. La Lituanie est alors la première des républiques socialistes soviétiques à proclamer son indépendance. Moscou décide alors de mettre en place un blocus. Vytautas Landsbergis devient le chef de l'État et Kazimira Prunskienė devient Première ministre.
Le 11 janvier 1991 débutent les événements de janvier. Les forces militaires soviétiques s'emparent de bâtiments stratégiques à Vilnius, notamment la tour de Vilnius, en tuant 14 civils, mais se heurtent à la résistance non-armée de la population. Le 13 janvier 1991, les troupes soviétiques se retirent. Le 4 février 1991, l'Islande reconnaît l'indépendance de la Lituanie. Le 9 février 1991, les Lituaniens votent à 90 % pour l'indépendance lors d'un référendum. Le 6 septembre 1991, l'URSS reconnaît l'indépendance de la Lituanie. Le retrait total des troupes russes est achevé le 31 août 1993. Le Parti communiste de Lituanie s'est rebaptisé Parti démocratique du travail lituanien (LDDP) et gagne les élections parlementaires de 1992 avec la majorité des sièges. Le LDDP poursuit alors la construction de l'État démocratique et continue la transition d'une économie planifiée à une économie de marché. Du 25 juin 1993 jusqu'au 31 décembre 2014, le litas est la monnaie nationale.
Le 8 décembre 1995, la Lituanie présente officiellement sa candidature à l'Union européenne. L'Union de la patrie, dirigée par Vytautas Landsbergis, gagne les élections législatives de 1996. 
Le 31 mars 1998, la Lituanie ouvre des négociations d'adhésion, terminées le 13 décembre 2002. 
Le 14 avril 2003, le Conseil européen approuve l'adhésion. Le 16 avril 2003, la Lituanie signe le traité d'adhésion, qui entre en vigueur le 1er mai 2004. 
Le 11 septembre 2003, les Lituaniens approuvent l'adhésion par référendum (69 % de « oui »). Le 29 mars 2004, la Lituanie rejoint l'OTAN. Le 1er mai 2004, la Lituanie rejoint l'Union européenne. 
Le 16 mars 2006, la Lituanie demande que soit examinée sa subordination aux critères de convergence. 
Le 16 mai 2006, la Banque centrale européenne et la Commission européenne publient leurs rapports sur le respect des critères de convergence par la Lituanie, dans lesquelles ils remarquent que la Lituanie respecte tous les critères de convergence sauf celui concernant la stabilité des prix. 
Le 21 décembre 2007, la Lituanie entre dans l'espace Schengen. 
La Lituanie entre dans la zone euro le 1er janvier 2015.

#### Galerie de dirigeants politiques récents
Présidence

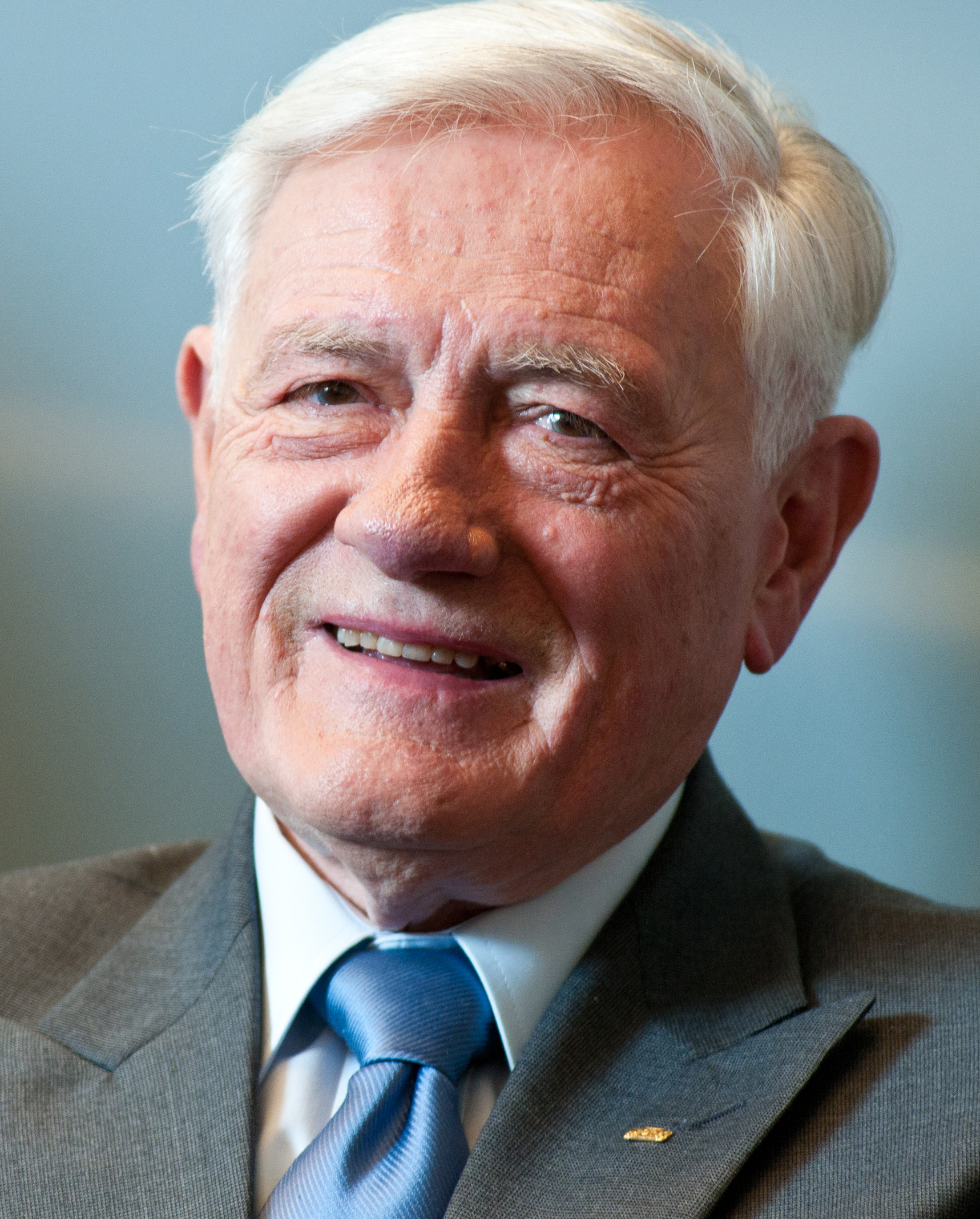
Valdas Adamkus 1998-2003 2004-2009
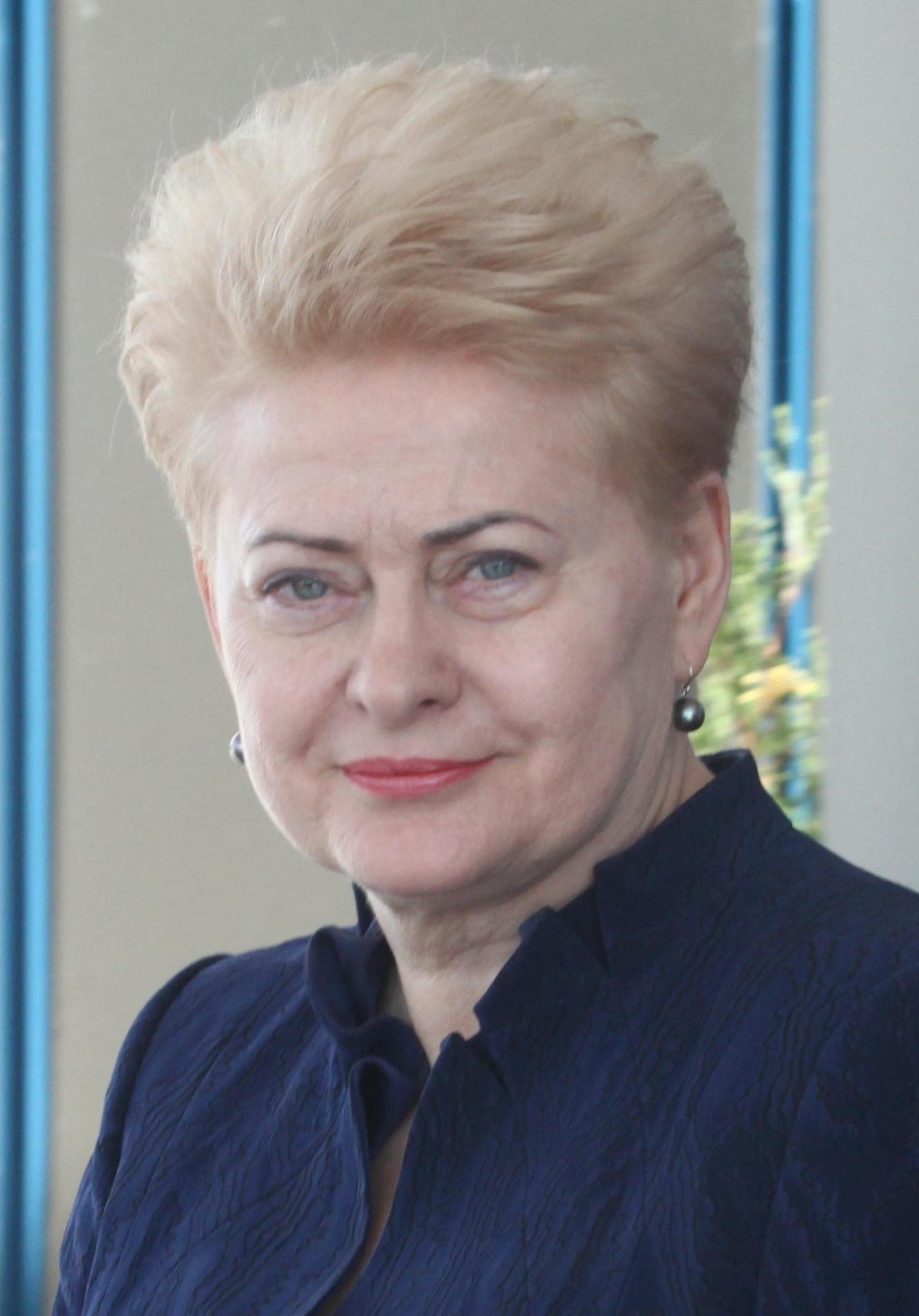
Dalia Grybauskaitė 2009-2019
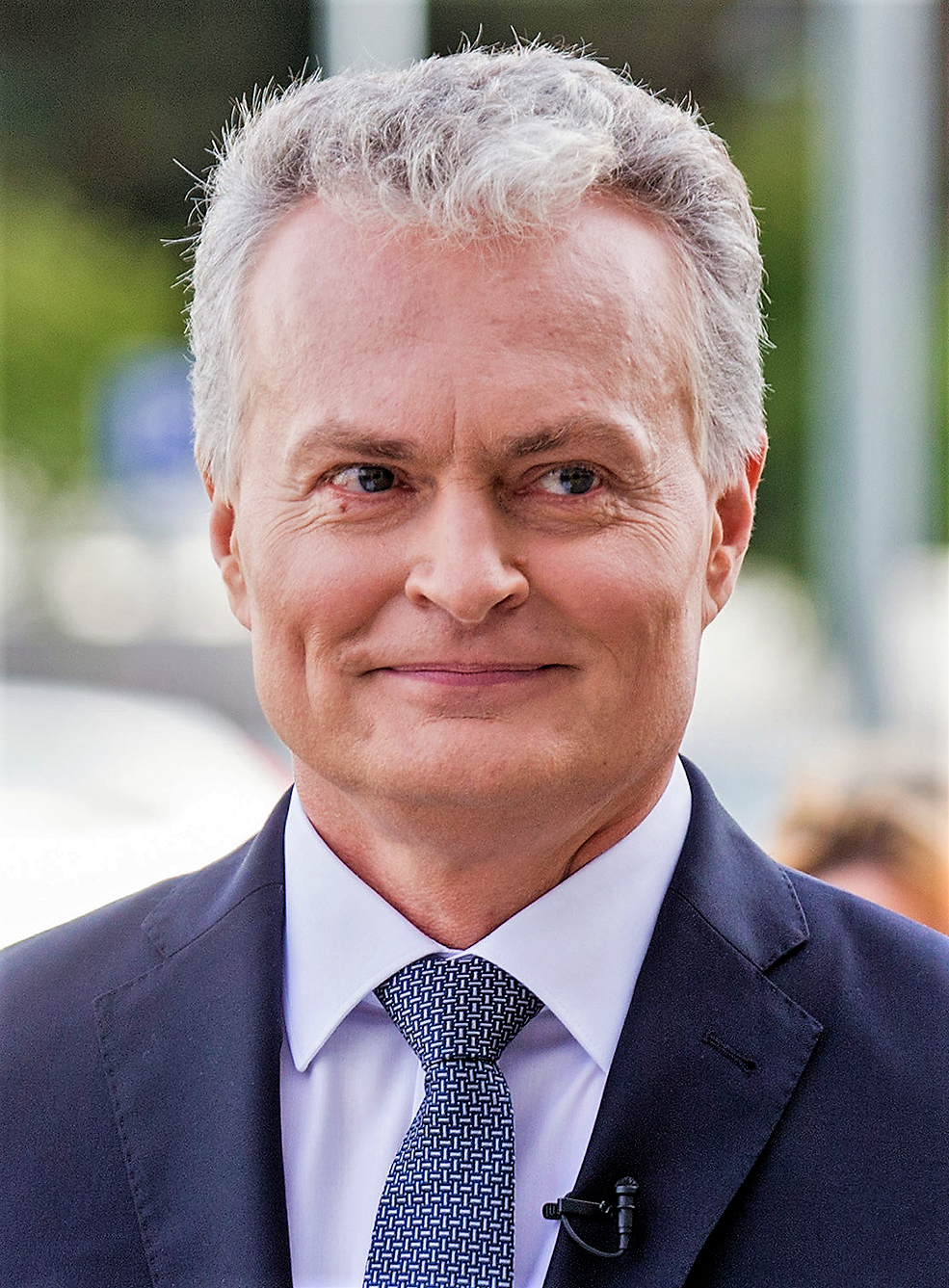
Gitanas Nausėda 2019-présent

Premier/ère-ministre

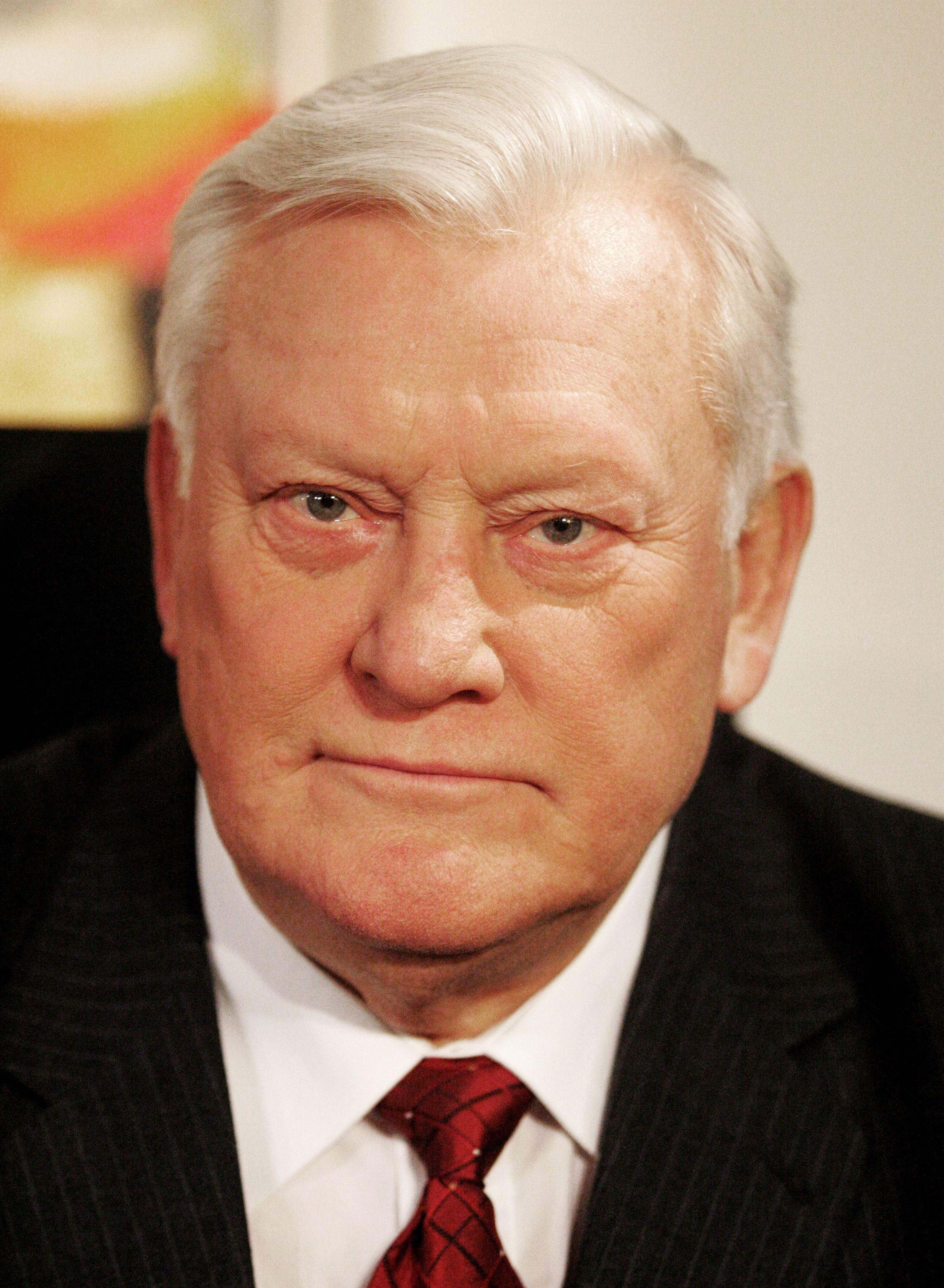
Algirdas Brazauskas 2001-2006
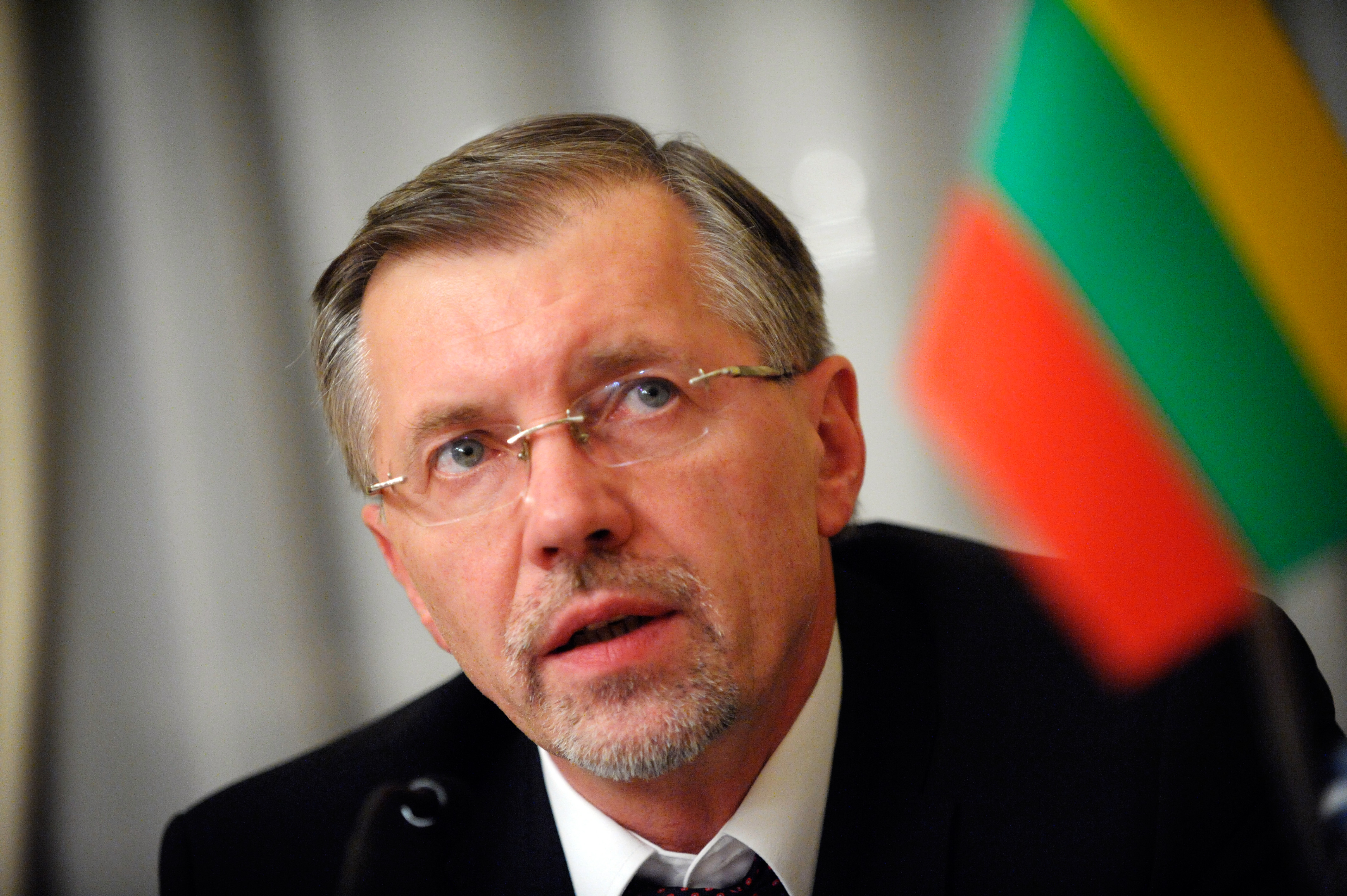
Gediminas Kirkilas 2006-2008
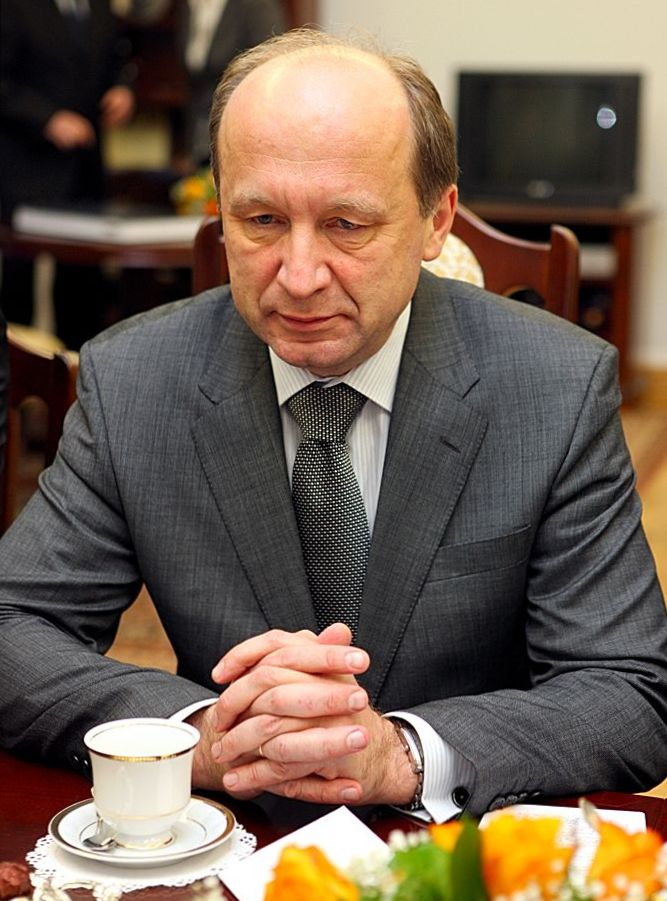
Andrius Kubilius 2008-2012
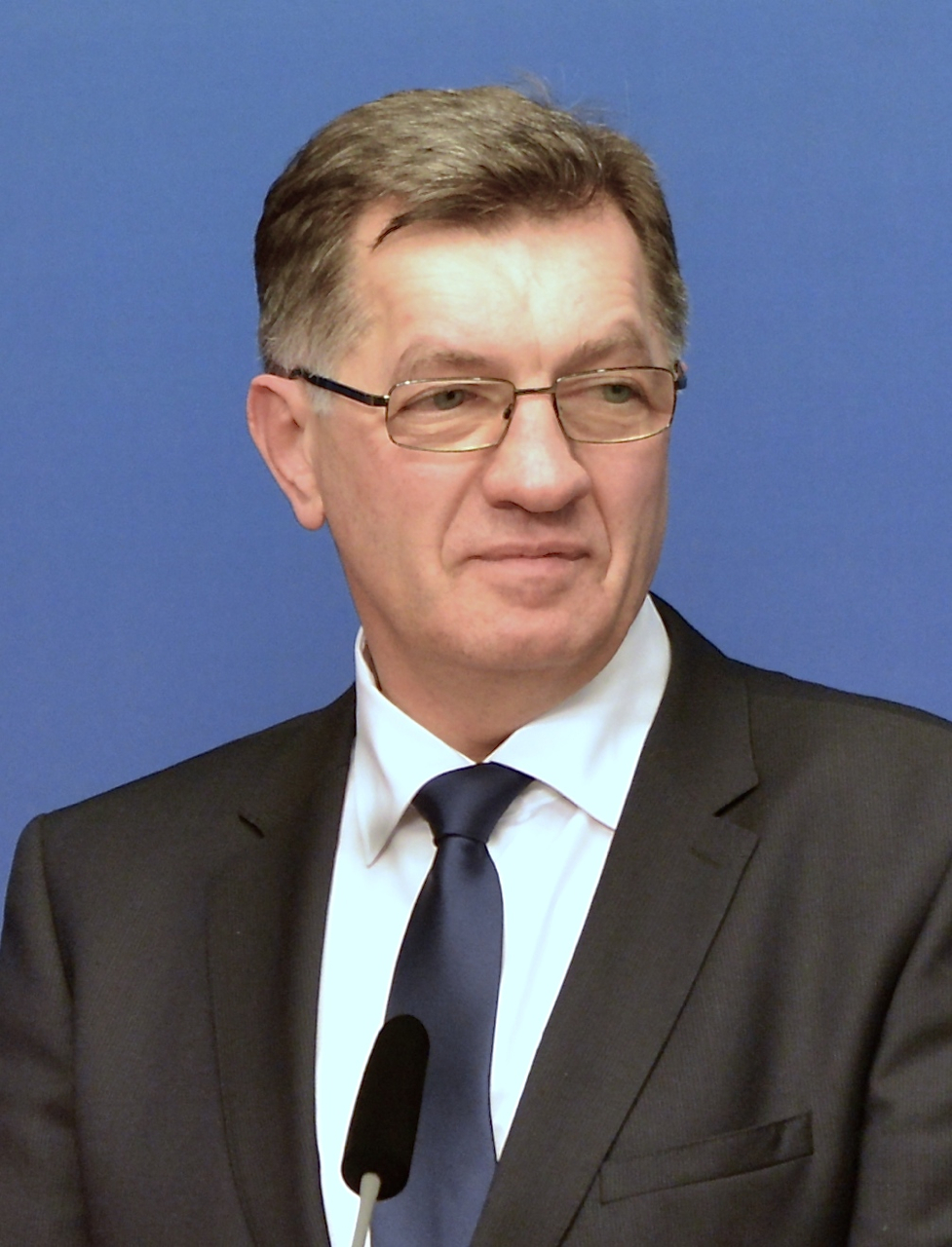
Algirdas Butkevičius 2012-2016
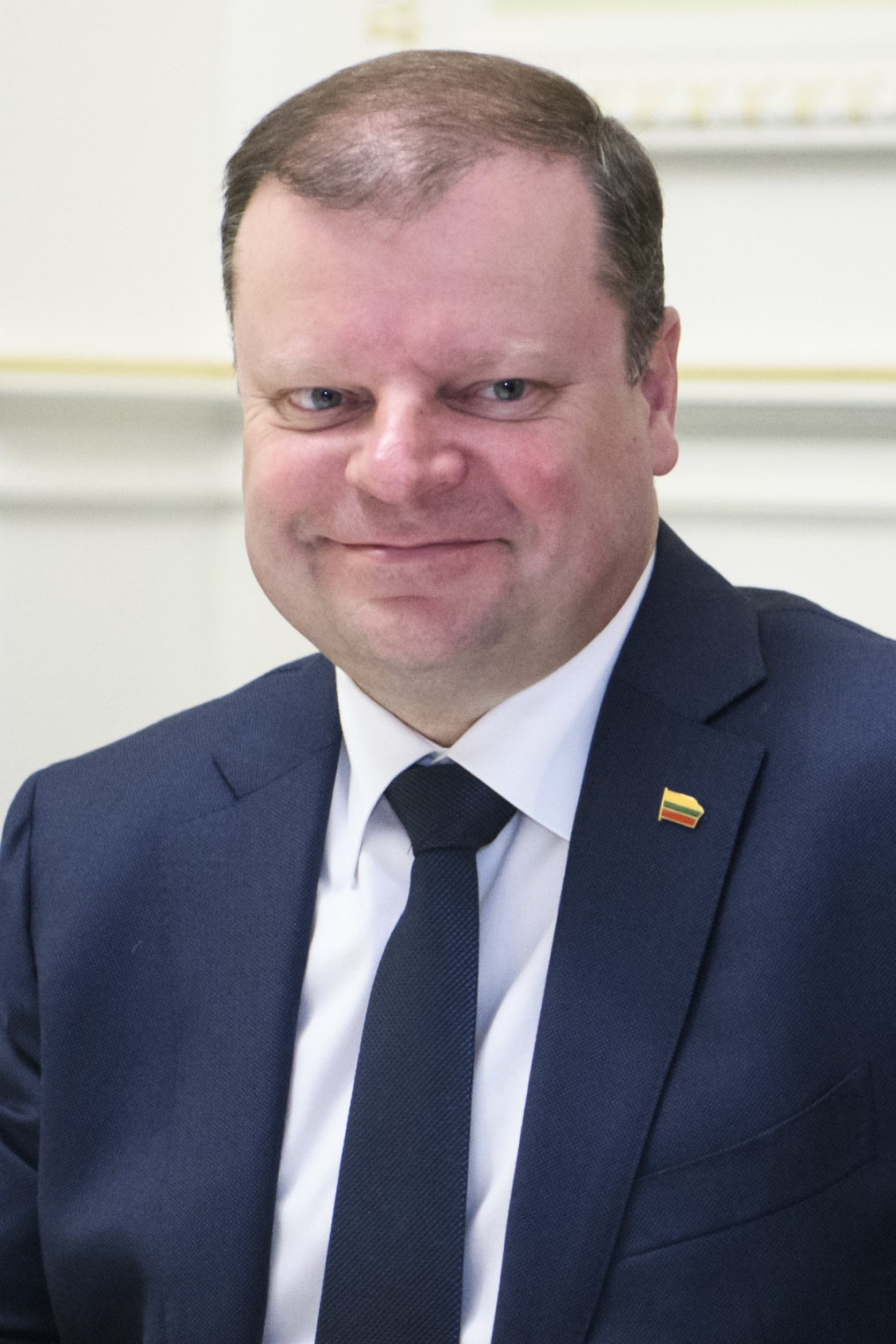
Saulius Skvernelis 2016-2020
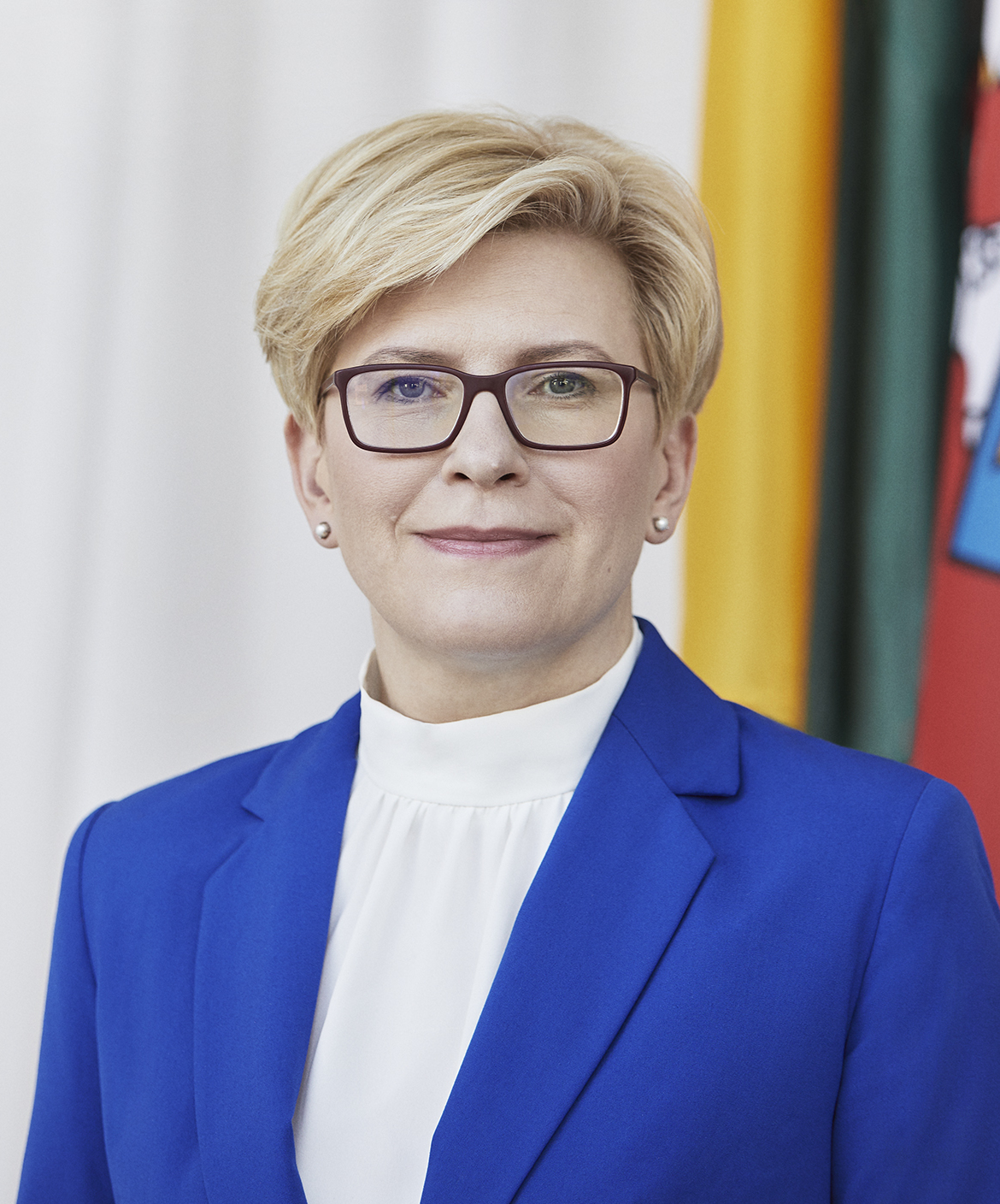
Ingrida Šimonytė 2020-présent